# JR东日本701系电力动车组
701系电力动车组是東日本旅客铁道（JR東日本）使用的交流供电型电力动车组。从1993年开始，被当作交流电气化区间标准车辆进行建造。
由于盛冈站至青森站的东北本线区间移交给地方运营，其同时移交给地方的同型号车辆也会在本条目中介绍。

## 开发经过
即使在到了1990年代，东北地区电气化区间的普通列车也使用了很多构造不适合通勤有用途的客车和急行型列车。
秋田地区的羽越本線和奥羽本線以及盛冈地区的东北本线在使用机辆模式客车担当区间列车时，需要在首末站进行电力机车换挂作业，运行效率低。此外，当时运用的12系客车已经严重老化，50系客车虽然只运用了10年左右，但由于其没有安装空调，也存在舒适性不佳的问题。
另一方面，在仙台地区，正在将普通列车电力动车组化，当时使用了特急型列车581系/583系改造而来的715系列车，但是由于其车厢上只有2个车门，车体结构不适合在高峰时段担任通勤列车运行，同时由于车体老化等问题已经显现，更换新车迫在眉睫。
为了替换这些车辆，701系在设计之初就使用2，3和4节不同的编组形式，并且可以在运用中灵活连挂，一起组成8节编组的大编组列车。对于2节编组列车，其内部也增加了使用于单人控制的整理券机。
1993年在秋田、盛冈地区引入第一组后列车后，在2001年作为JR东日本交流电气化区间的标准车辆，推广到其他各条线路上。除了通常的线路之外，在奥羽本线和田泽湖线准轨化改造之后，也配属了响应的标准轨车辆用于短途运输。随着东北新干线全线贯通，部分东北本线区间交由地方第三部门铁路管理，该系列车辆也一直有新造。

## 车辆概览

### 車体
川崎重工在制造过程中，使用了在209系上已成熟运用的新型不锈钢结构，在具有较高强度的情况下，减轻了重量。车体每侧安装3个对开式车门，宽1,300mm，为了适应部分再来线车站站台高度，车门处设置了台阶。
除了车尾外单独的窗户外，中间为4个相连的窗户，其中中间两扇窗户可以向上拉起打开（5000系除外）。窗户的尺寸尽可能设计的大一些，同时省略了安装窗帘，使用带防紫外线镀膜的玻璃代替。
空调系统为集中式，安装在车顶。再来线车辆使用AU710A型（制冷量38,000kcal），标准轨车辆5000系和5500系使用AU723型（制冷量30,000kcal/h）。贯通门宽度加宽至1200毫米，为了方便单人运转和车内旅客移动，端门处使用两用门。

#### 車体涂装
为了防止乘客误乘，车体涂装按照不同的铁路公司和不同的线路做了区分。
|  |
|  |

|  |

|  |
|  |
|  |

|  |
|  |
|  |

|  |
|  |

|  |

|  |

|  |
|  |
|  |

|  |

|  |
|  |
|  |

|  |

|  |

|  |

|  |

|  |
|  |

|  |
|  |

### 车内设施

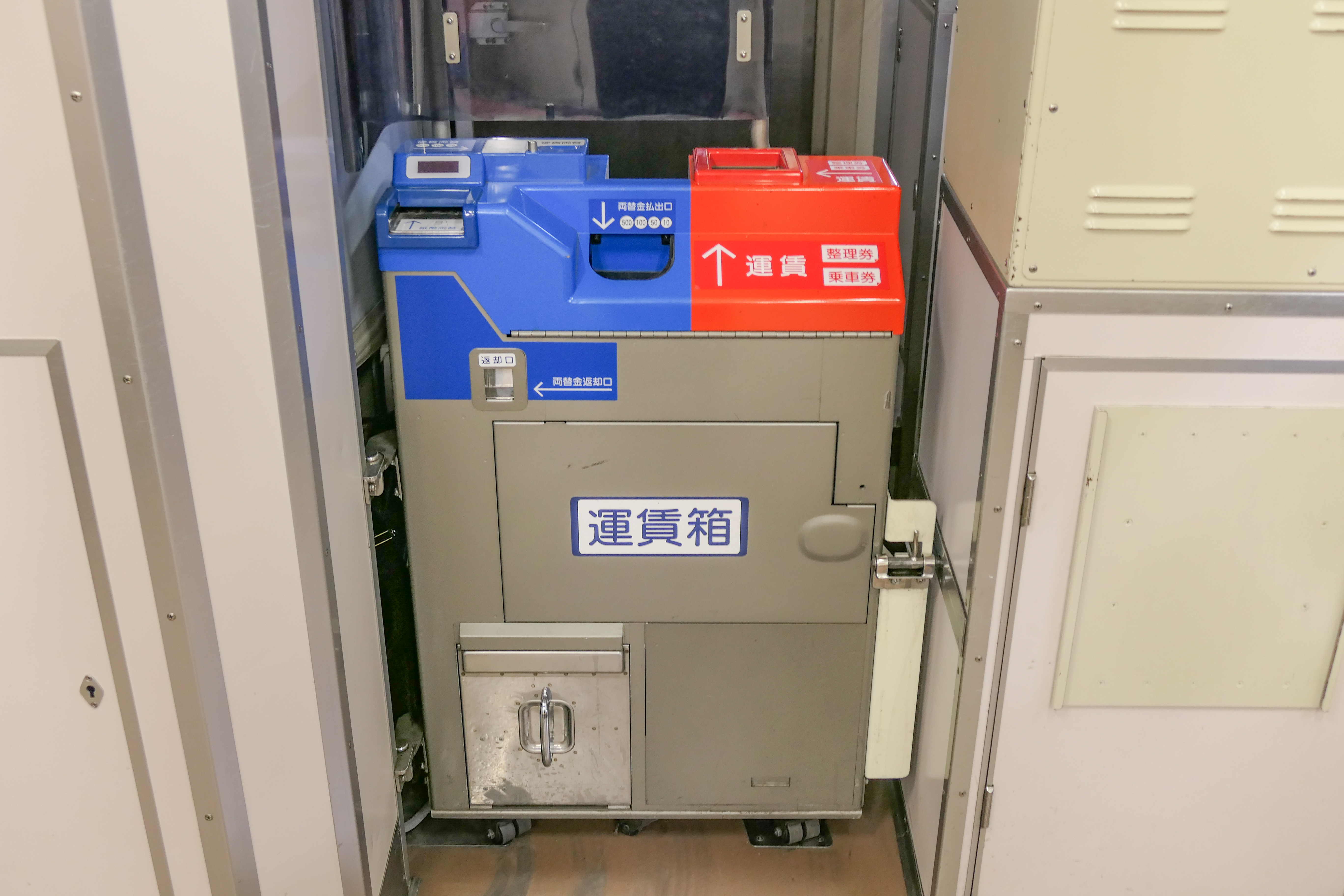
单人运转时使用的投币箱

考虑到适应短途通勤和通学，同时方便在单人运转时司机查看车内情况、监督车费投币的需求，车内的座椅采用纵向长座椅配置。后期在总结了实际运用经验后，部分车辆改装了横向布置座椅，同时也有一部分车辆在生产时就安装了横向布置座椅。座椅表面由紫色绒面覆盖，带有精美的图案。
为了在冬季保持车内温暖，车门采用半自动结构，每个车门内外均设有开关，同时在两节编组列车的车门处装备了门铃。车门采用气动控制，两扇门扉对开配置。暖气安装于座椅正下方。
Kuha 700型车厢内设有座便式卫生间。同时也有部分编组配备了无障碍卫生间。厕所对面的空间被用来当作轮椅停放处。
车内整体配色为亮米色，并在内装中大规模使用玻璃钢材料，比如天花板上的空调风道就是用玻璃钢一体成型。考虑到多节编组时贯通运行情况，驾驶台被布置在左侧。使用贯通门时，可以将驾驶室封闭，从而使整个通道贯通。
驾驶台上功率手柄与制动手柄分开配置。并安装有简易监控装置，用来监控门和逆变器的运行状态。两节编组列车将配备单人运转相关设备（带自动找零装置的投币箱、自动广播装置、票价显示器和整理券发行机）。

### 电气设备

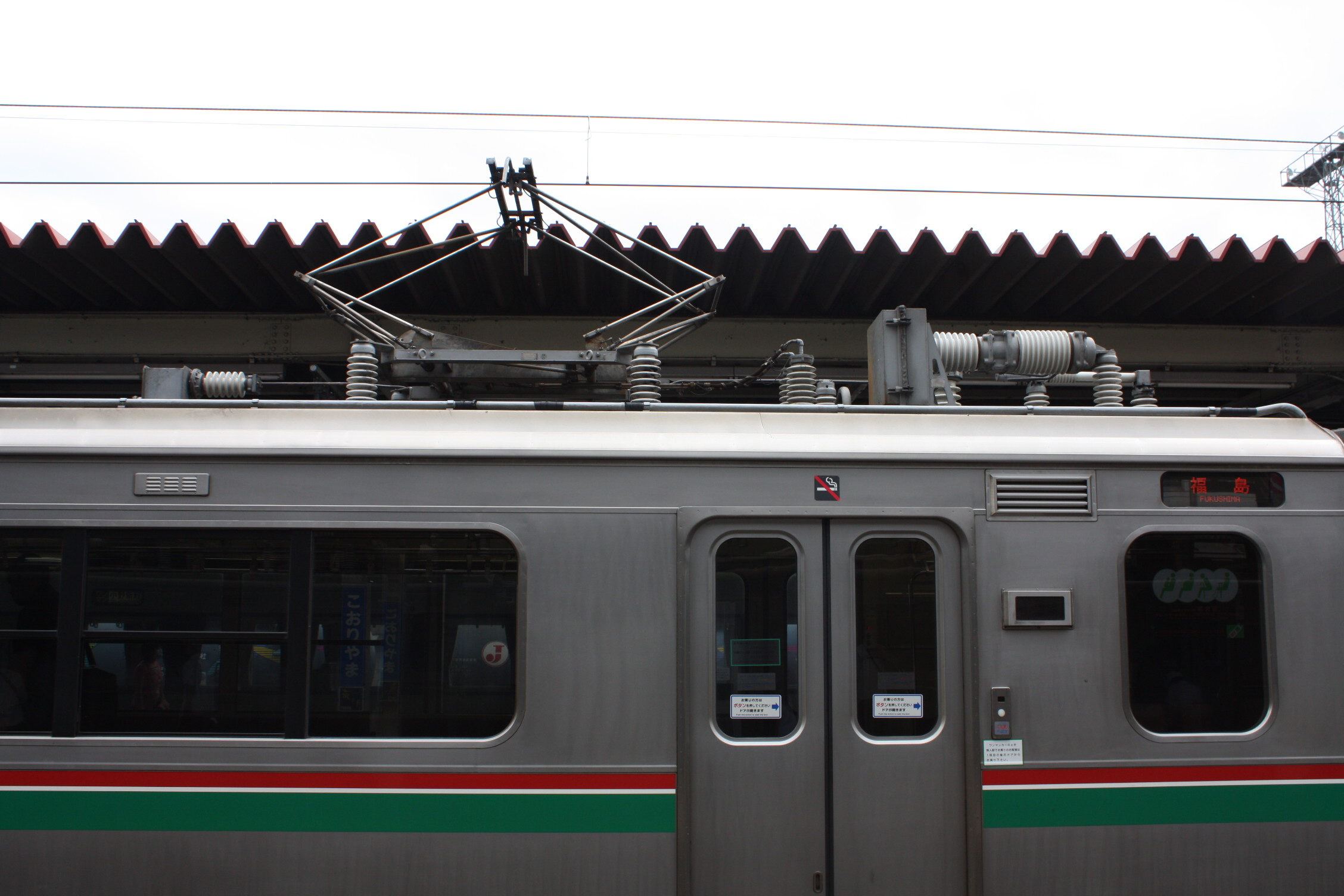
受电弓
（菱形PS105型）

列车牵引电机采用VVVF变频控制方式。由接触网20kV交流电提供电能，通过受电弓引入主变压器进行降压，然后通过主变流器整流为直流，最后经变频器转换为三相交流电，从而控制牵引电机。列车起步加速度为2.1km/h/s。
牵引电机使用了新研发的MT65型鼠笼三相感应电机（125kW）。该电机以209系牵引电机为基础改进而来，与之相比体积更小，重量更轻，并具有防雪结构。主变换器采用了功率晶体管 (PTr)元件VVVF控制，并且与使用GTO的209系使用相同的控制方法。此外，1500/5500系、IGR岩手银河铁道和青森铁道的新造车辆，在变流器部分使用了IGBT元件。辅助电源方面，0番台使用了电动发电机，而其他型号使用的是静态逆变器。
受电弓方面，有底架交叉的PS104型、菱形的PS105型以及单臂式PS106型3种不同形式。
所有车辆都配备了电空制动或再生制动。早期型列车上装备了电阻制动，并且在车顶设置了给电阻制动使用的电阻箱。1997年后新造的1500/5000列车由于配置了再生制动，因而取消了车顶的电阻箱。所有车型都安装了防雪刹车和直接备用刹车。后期，再秋田和仙台地区的部分车辆也进行了改造，使用与1500/5500系相同的带再生制动的空气制动系统，因此也拆除了屋顶上使用的电阻器。
转向架以209系采用的轴梁式轻量无梁转向架为基础，为了在在来线获得较低的低地板高度，消减了转向架中心高度。转向架型号为DT61A（动车）和TR246A（拖车）。在标准轨距车型上，转向架中心恢复标准高度。转向架型号为DT63（动车）和TR248/TR252（拖车）。
信号设备方面，安装有ATS-P（标准轨区間、部分再来線区間）或者ATS-Ps（在来線区間）设备。

### 与其他型号列车重联

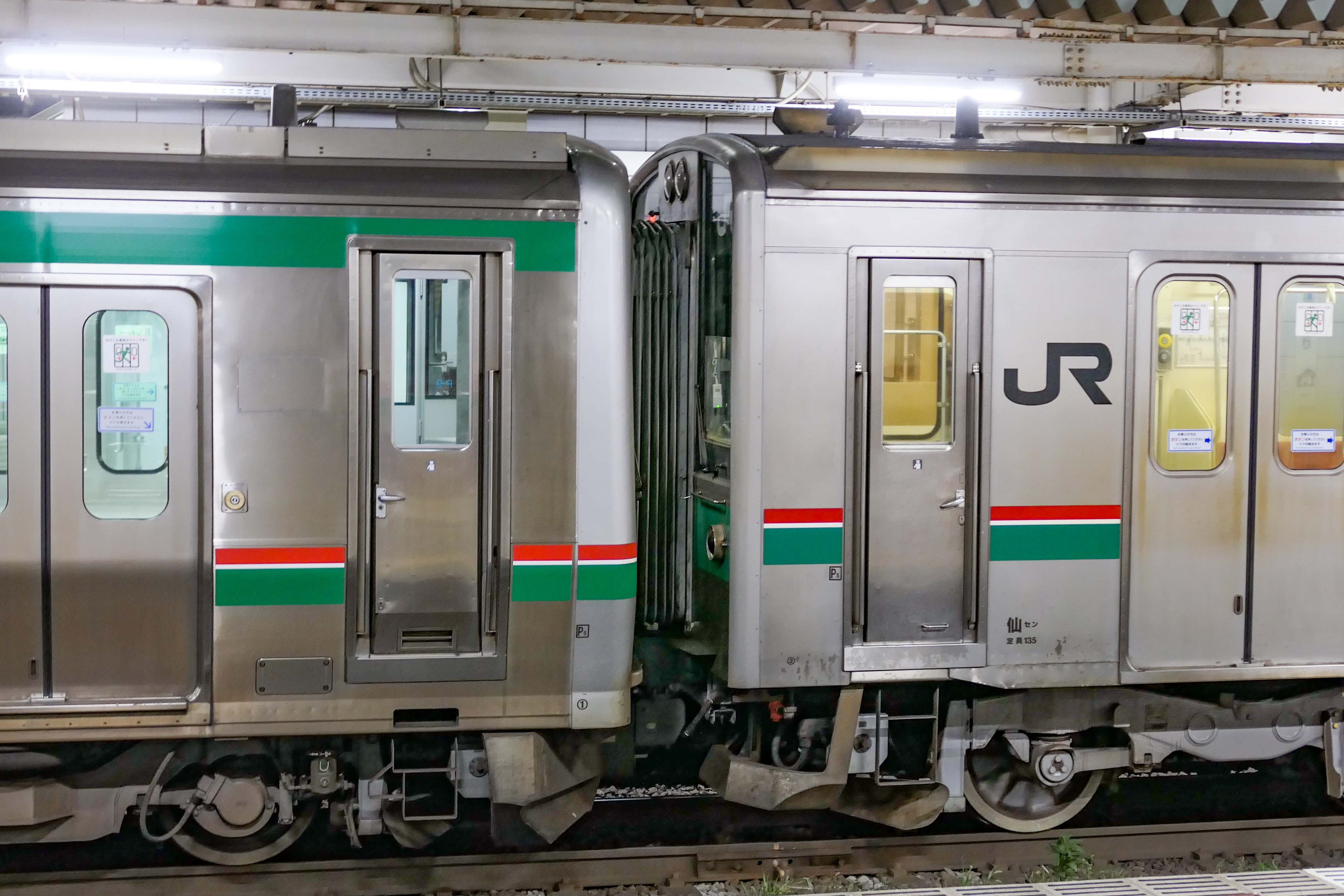
E721系与701系连接使用（2021年9月）

701系可以在故障救援时连挂719系。并且可以连挂E721系进行正常运用。2010年10月20日起，开始与E721系重联运用

## 型号区分

### 窄轨型

#### 基本番台（秋田地区用）

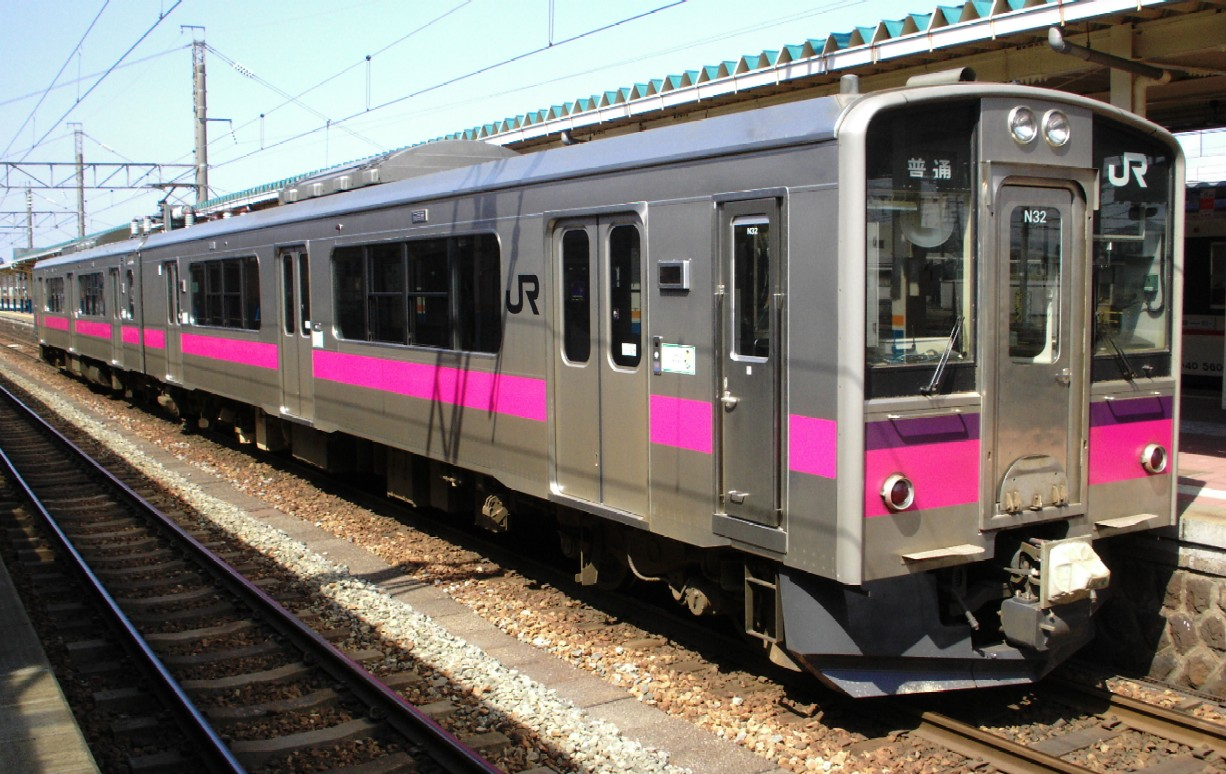
701系秋田支社配属车辆
（2007年4月 / 酒田站）

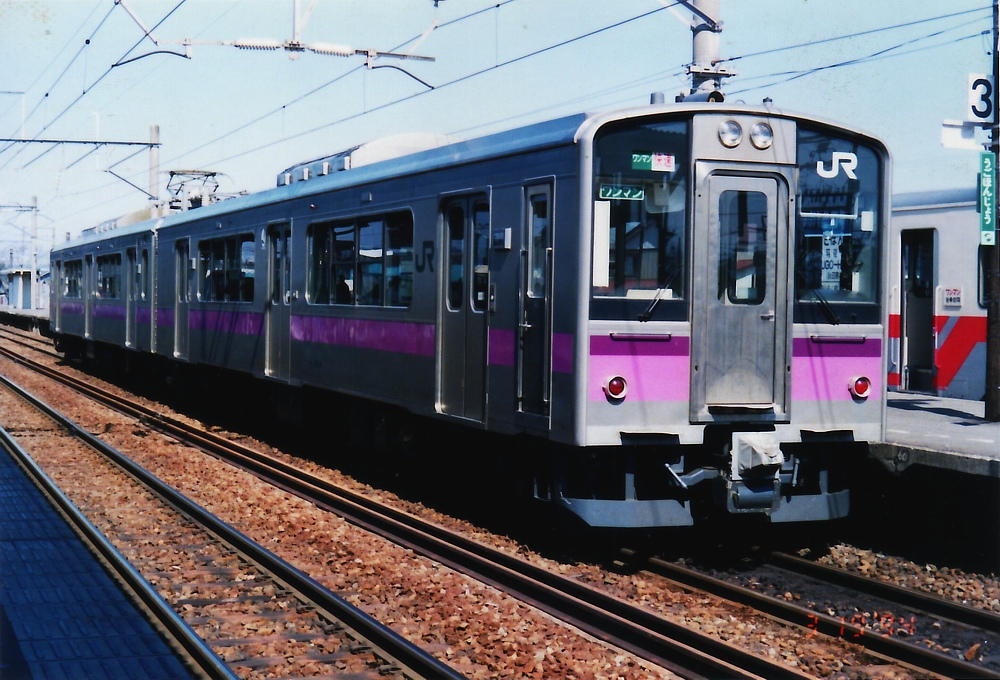
初期运用状态
（1994年3月 / 羽后本庄站）

为确保秋田地区客车置换工作顺利进行，川崎重工和JR东土崎工厂（现为秋田综合车辆中心）制造从1993年3月至10月开始生产701系列车，并于同年6月21日正式交付运营。 其中KuMoHa701+KuHa700配置的2辆组27组（54辆，N11-12，N14-N38编组），KuMoHa701+SaHa701+KuHa700配置的3辆编组10组（30辆，N1-N4,N6-N10，N13编组），总计74辆。 在这一型号的列车上，车前的方向幕为手动滚动型，后续列车将此处改为了LED显示器。 N11/12编组是最早的3节编组列车，但是后期中间的SaHa700型被从编组中取出，从而使原列车变为2节编组。被拆出的SaHa700-11/12于2019年3月1日报废，这是除转让车外，701系中的第一辆报废车。
所有车厢座椅均使用纵向布置长座椅，但是为了应对奥羽本线新城和大曲区间特急列车减少的情况，改善服务质量，针对Kuha 700型 N36-38编组列车进行了改造，安装了横向对坐座椅。安装横向座椅的车辆与5000系相同，呈交错排列，但座椅间距变宽并安装了折叠桌（客座定员与原有车辆相同）。此外，后期车辆将受电弓更换为新的单臂PS106型。由于N5编组在2016年的铁路道口事故中受损严重，事故发生一直停留在秋田综合车辆中心内，同时其编组内的SaHa701-5车临时编入N29编组。之后，整租列车于2020年3月14日退役拆解。
有4组列车上安装了轨道设备监控装置，运用于奥羽本线新庄站至院内站区间（仅限JR东日本仙台支店管辖范围内）。
车身涂装最早使用的是明暗洋红色条纹。刚出厂时色调偏浅，随着时间和紫外线照射逐渐褪色，后来改为了较深的色调后重新上漆。
编组表
|          |                  | ←青森方向山形・蟹田 方向→ |               |
| 3辆编组  |                  |                           |               |
| 型号     | ◇ KuMoHa701 (Mc) | SaHa701 (T)               | KuHa700 (T'c) |
| 搭載设备 | VVVF,MG          |                           | CP            |
| 車重 (t) | 37.4             | 23.6                      | 27.9          |
| 2辆编组  |                  |                           |               |
| 型号     | ◇ KuMoHa701 (Mc) | KuHa700 (T'c)             |               |

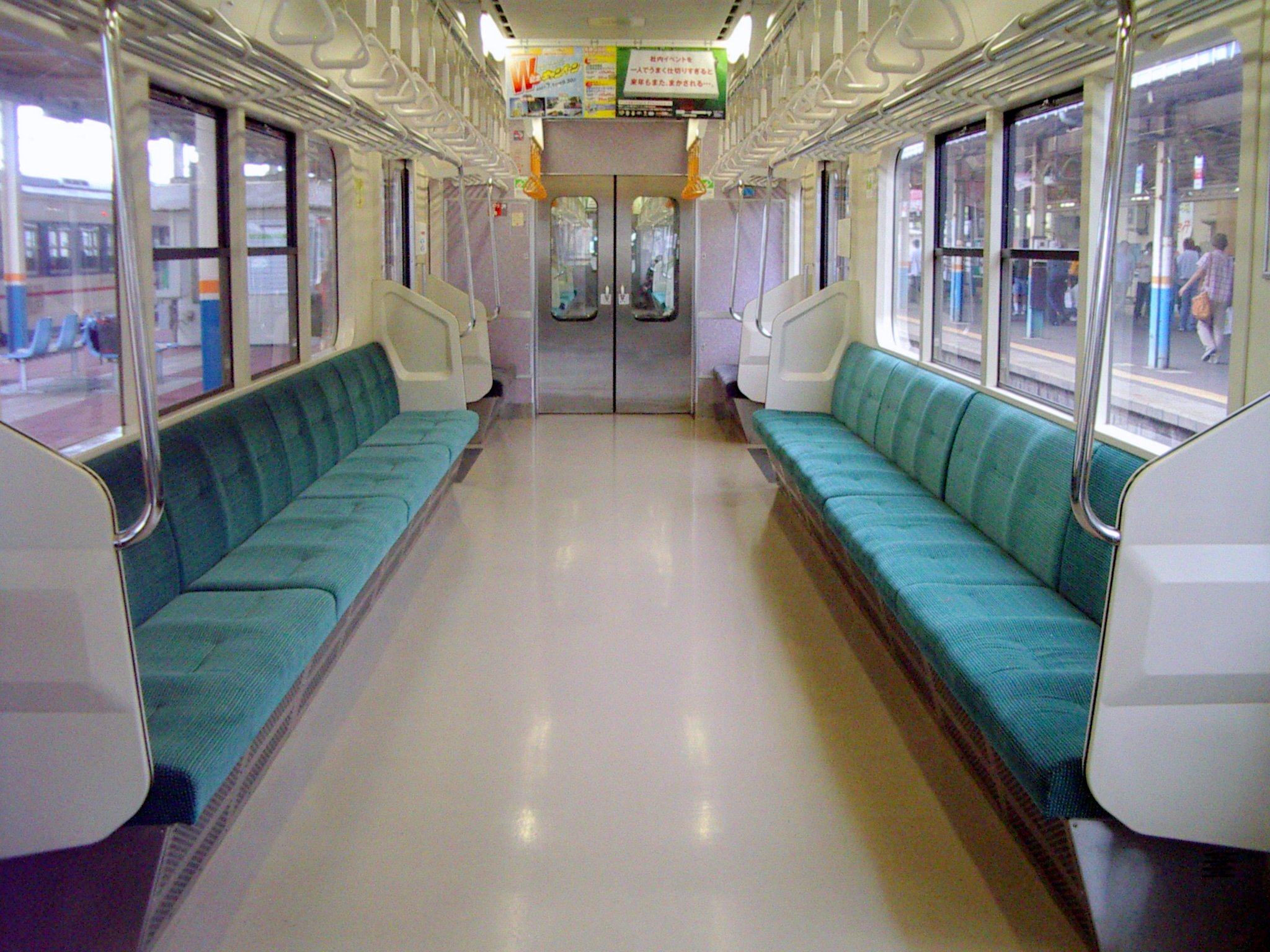
N1编组 客室
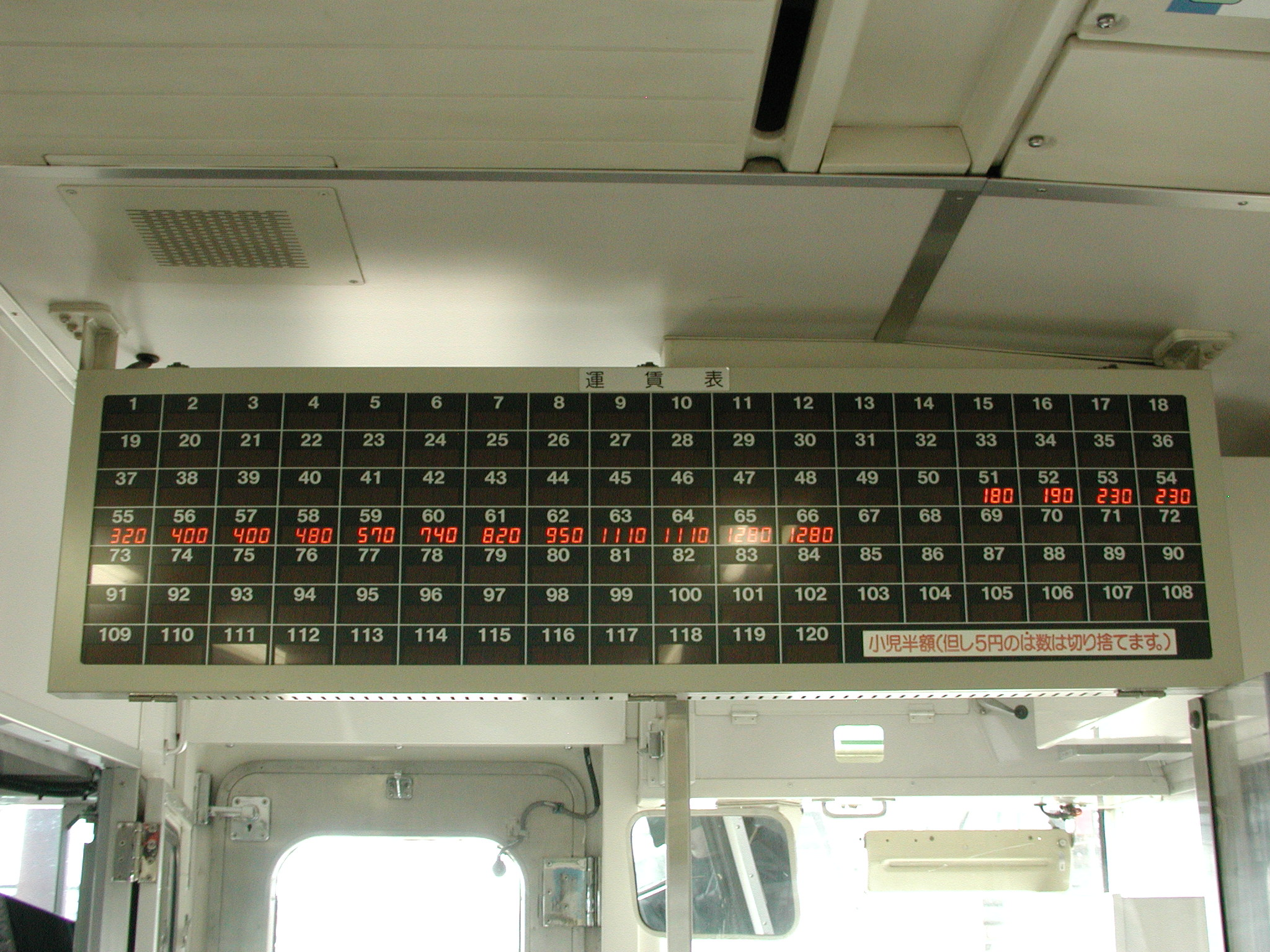
秋田地区单人值乘区间运价显示器
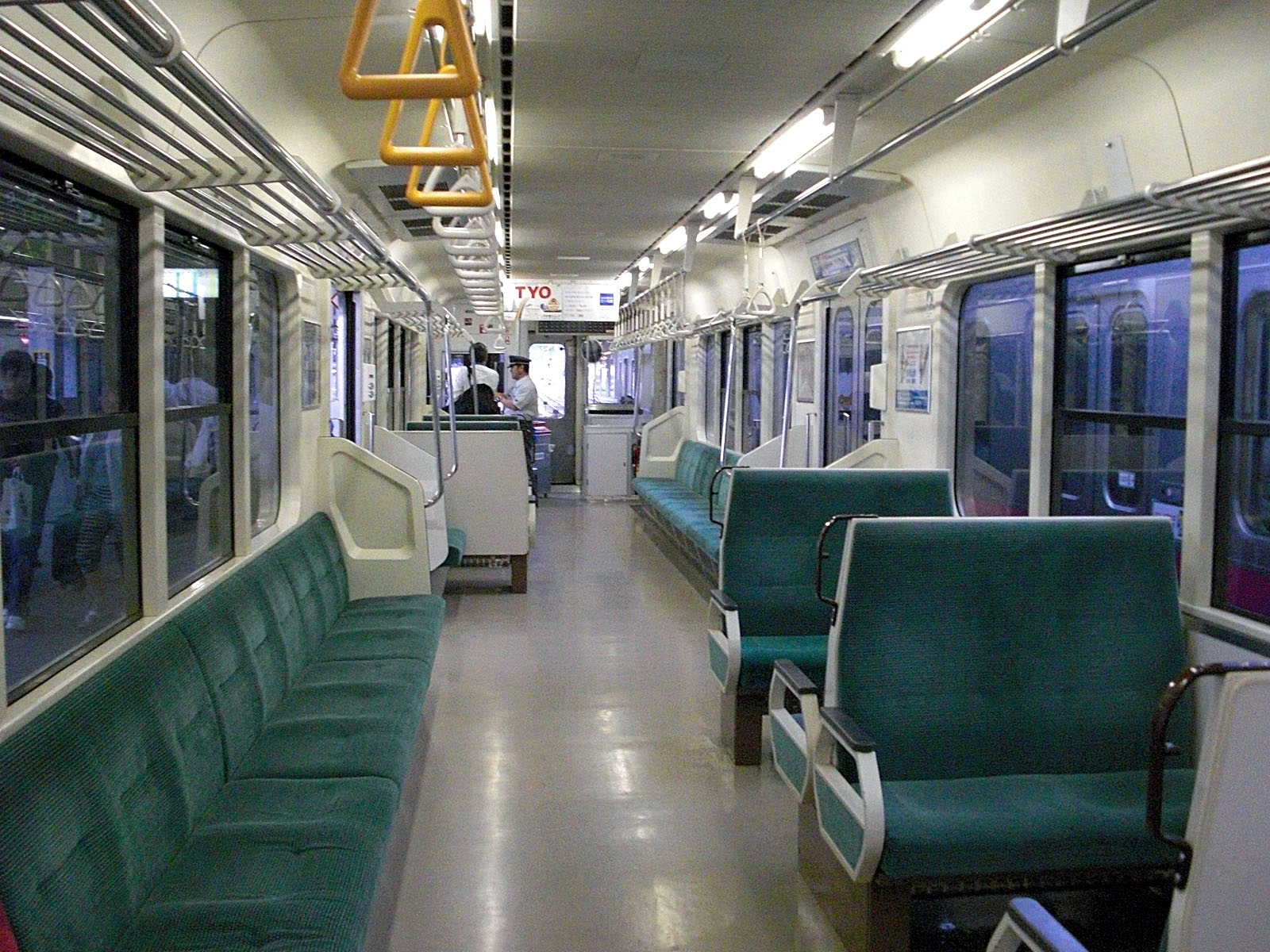
SaHa700型座椅改造后

#### 100番台（秋田、仙台地区用）

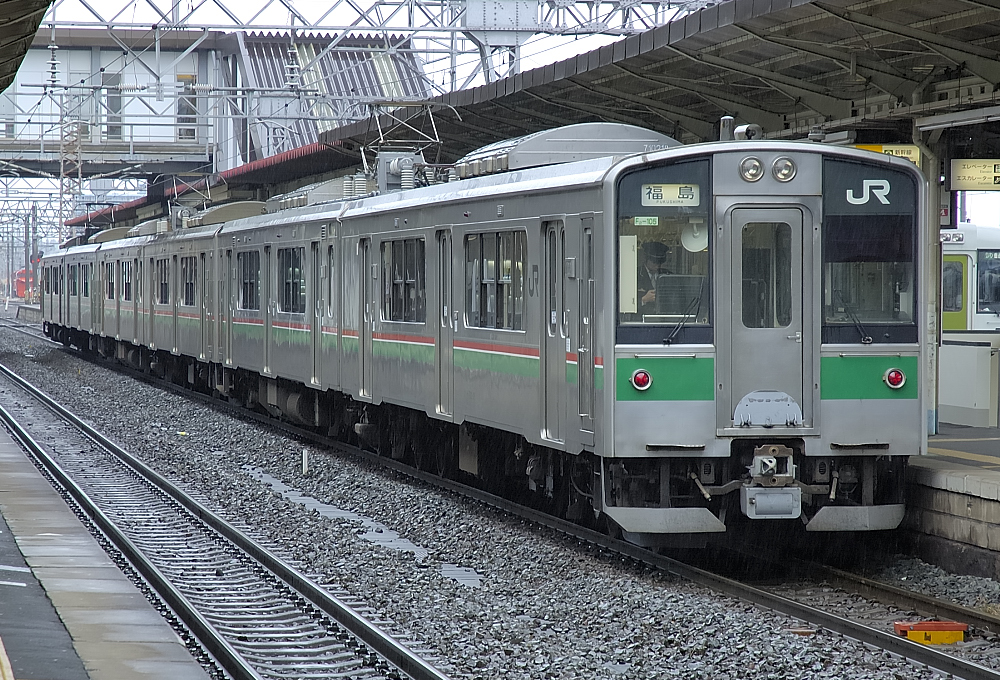
由701系100番台作为头车的6辆编组列车
（2007年3月 / 郡山站）

基本番台的增购车辆，于1994年至1995年在土崎工厂生产。KuMoHa701型+SaHa700型构成的2辆编组列车5组（10辆）， KuMoHa701型+KuHa701型+SaHa700型构成的3辆编组列车1组（3辆），总计13辆。
与基本型的区别点在于后指示灯向上提高了200毫米。为了减轻重量和减少维护，蓄电池由铅酸蓄电池更改为碱性电池，另外控制电路的辅助电源改为静态逆变器 (SIV) 。
起初所有该型号列车配属南秋田运转所（现秋田综合车辆中心南秋田中心），与基本番台一起运用。随着山形新干线延申到新庄，奥羽本线山形至新庄区间标准轨改造，在1999年，将所有2辆编组列车转配到仙台电车区（现仙台车辆中心）。在仙台期间，最早只限定在常磐线北部（磐城 - 仙台）运用，后来扩展至东北本线（黑矶 - 一关）运用。
编组表
| 型号     | ◇ KuMoHa701 (Mc) | SaHa701 (T)   | KuHa700 (T'c) |
| 搭载设备 | VVVF, SIV        |               | CP            |
| 車重(t)  | 37.0             | 23.6          | 27.9          |
| 2辆编组  |                  |               |               |
| 型号     | ◇ KuMoHa701 (Mc) | KuHa700 (T'c) |               |

#### 1000番台（仙台、盛冈地区运用）
为了置换盛冈和仙台地区使用的715系电车，从1994年到1996年间在川崎重工土崎工厂建造2节编组列车38组（76辆），4节编组列车4组（16辆）共计92辆。之后生产的1组2辆编组列车被编入1500番台。
中间车辆Moha 701型是本系列中唯一的中间动力车而拖车Saha 700型配备了蓄电池，这与基本番台和100番台也不一样。为了适应仙山线运转需求，受电弓修改为PS105型。配备故障救援插座，可以与JR東日本719系重联使用。
编组表
| 型号     | ◇ KuMoHa701 (Mc) | SaHa700 (T')  | ◇ MoHa701 (M) | KuHa700 (T'c) |
| 搭載设备 | VVVF, SIV        |               | VVVF, SIV     | CP            |
| 車重 (t) | 36.9             | 24.4          | 35.0          | 27.9          |
| 2辆编组  |                  |               |               |               |
| 型号     | ◇ KuMoHa701 (Mc) | KuHa700 (T'c) |               |               |

##### 仙台地区运用

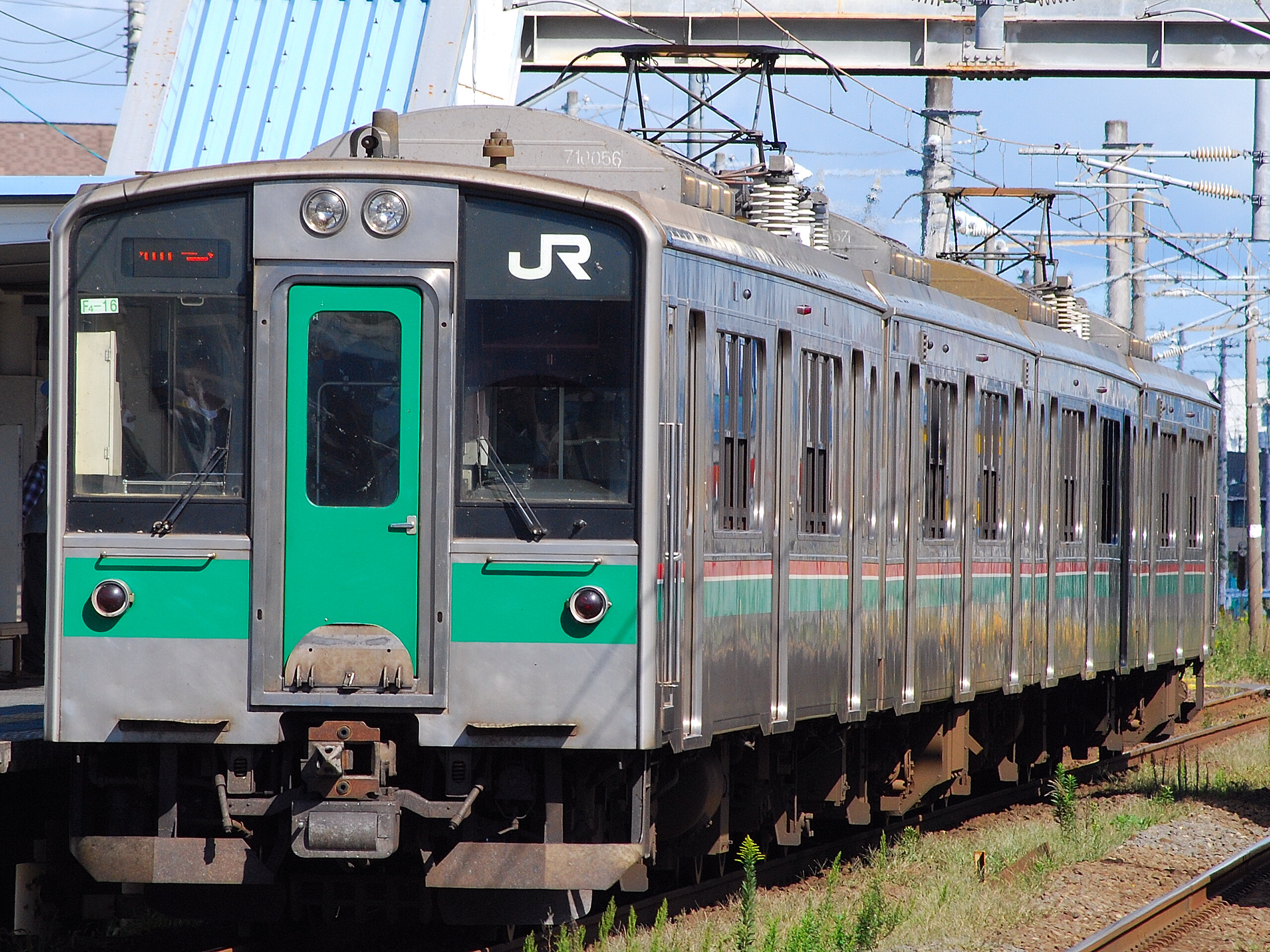
701系仙台支社配属车辆（F4-16编组）
（2010年10月 / 馆腰站）

起初配属仙台的有4节编组列车4组（1016,1017,1029,1030）和2节编组列车10组（1018-1020,1022 - 1028），这些列车仍然在正常运用中。其中，2节编组单人运转列车的运价显示器已经从7段数字显示器改造为LCD液晶显示器。

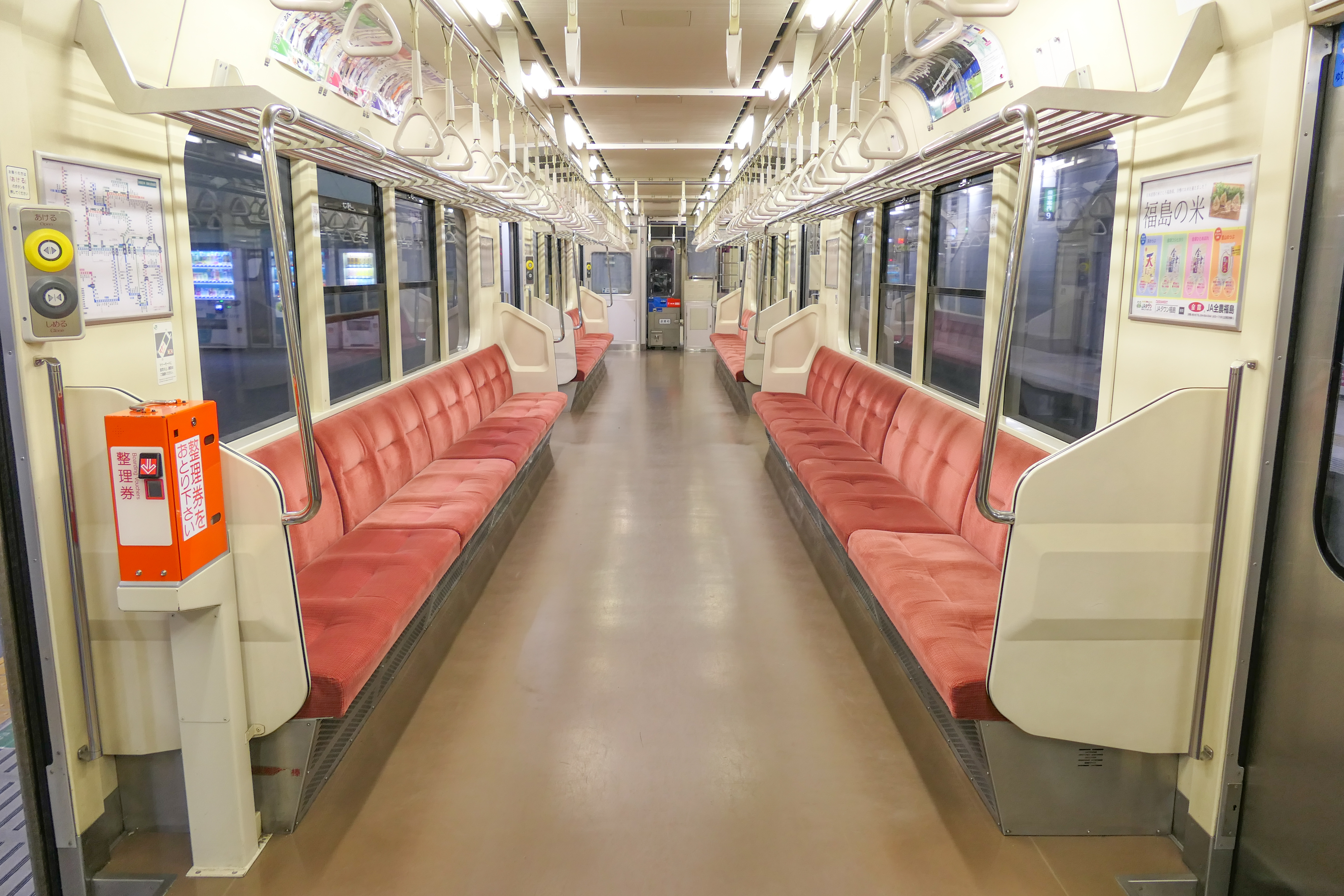
車内
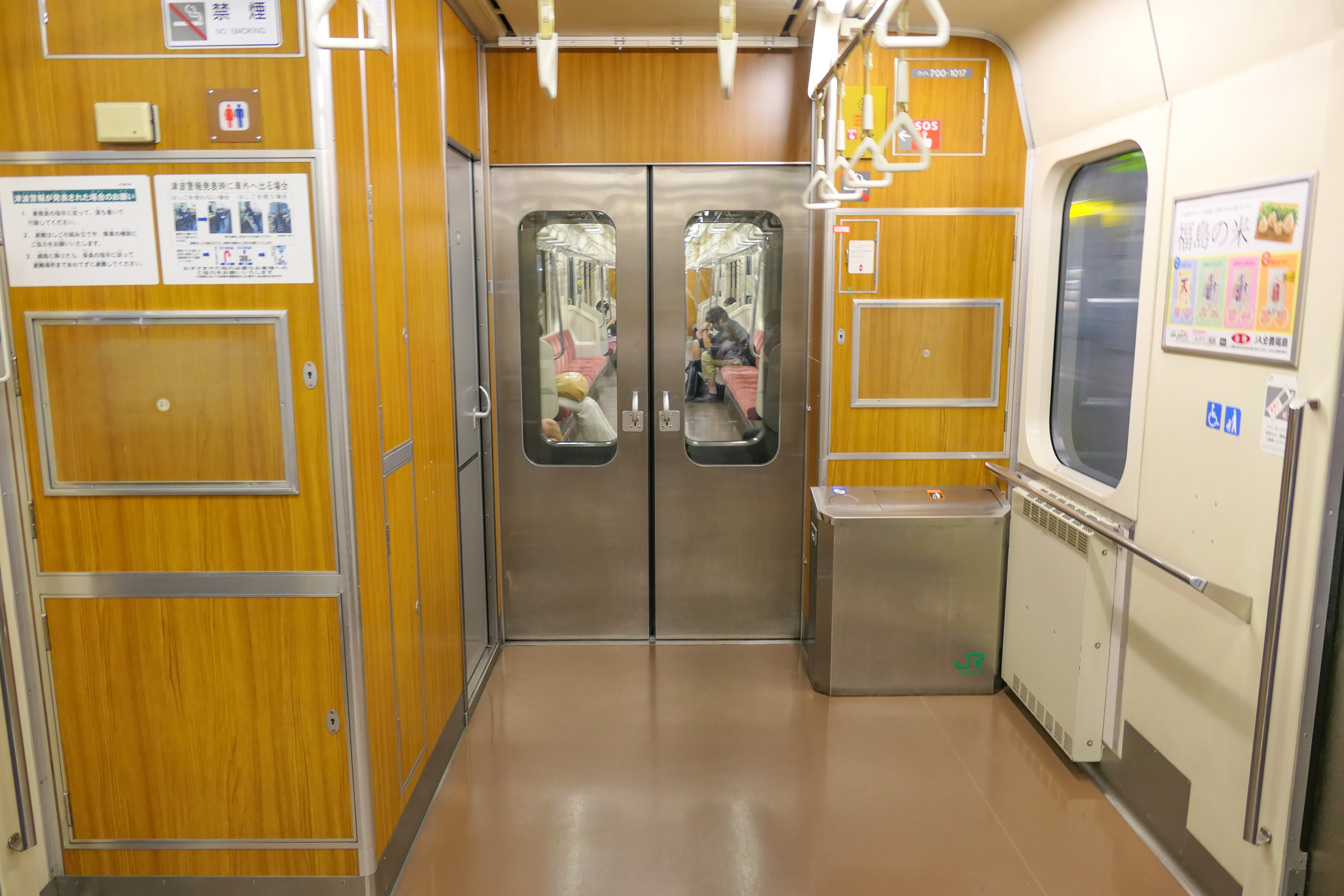
厕所附近
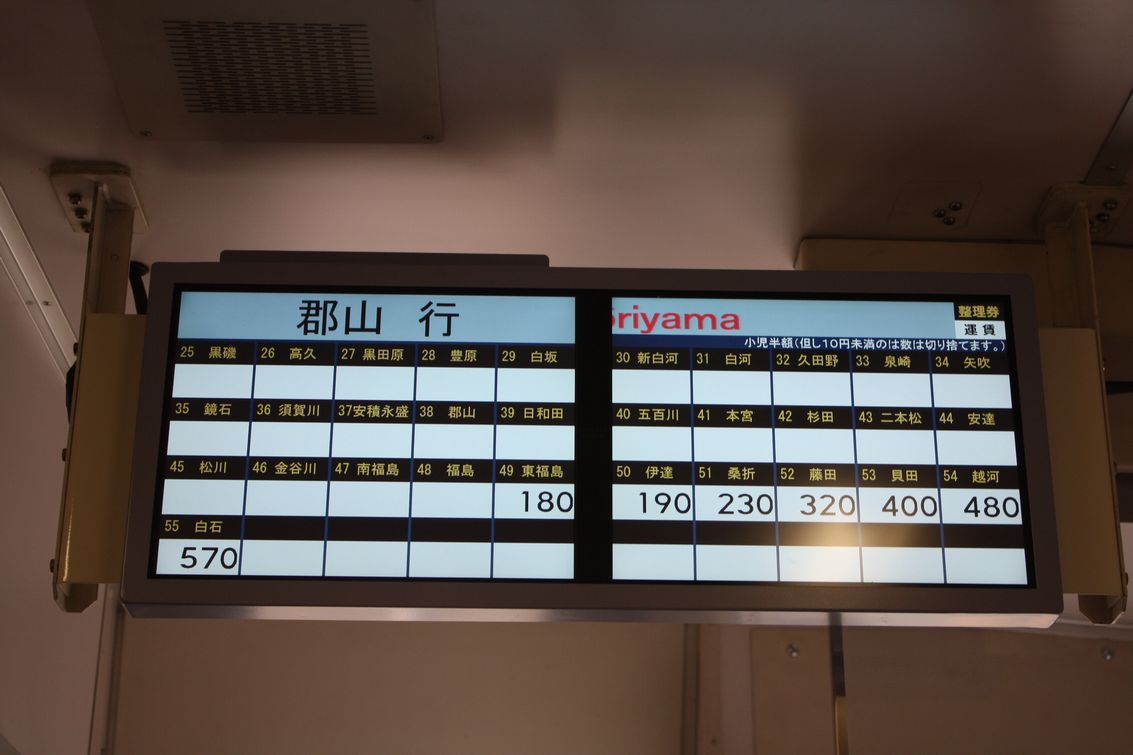
仙台地区单人运转区间运价显示器
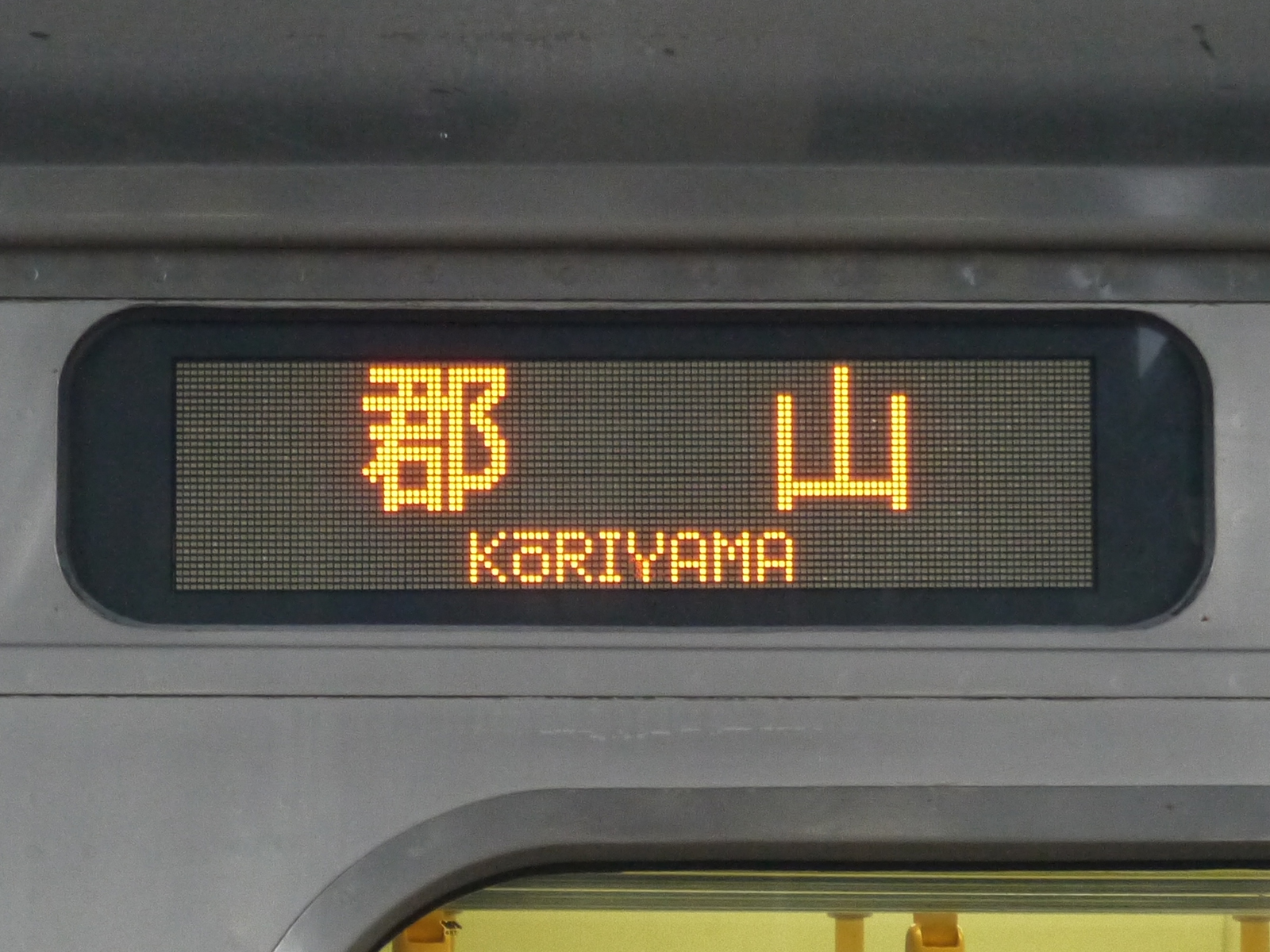
側面方向显示器（LED式）
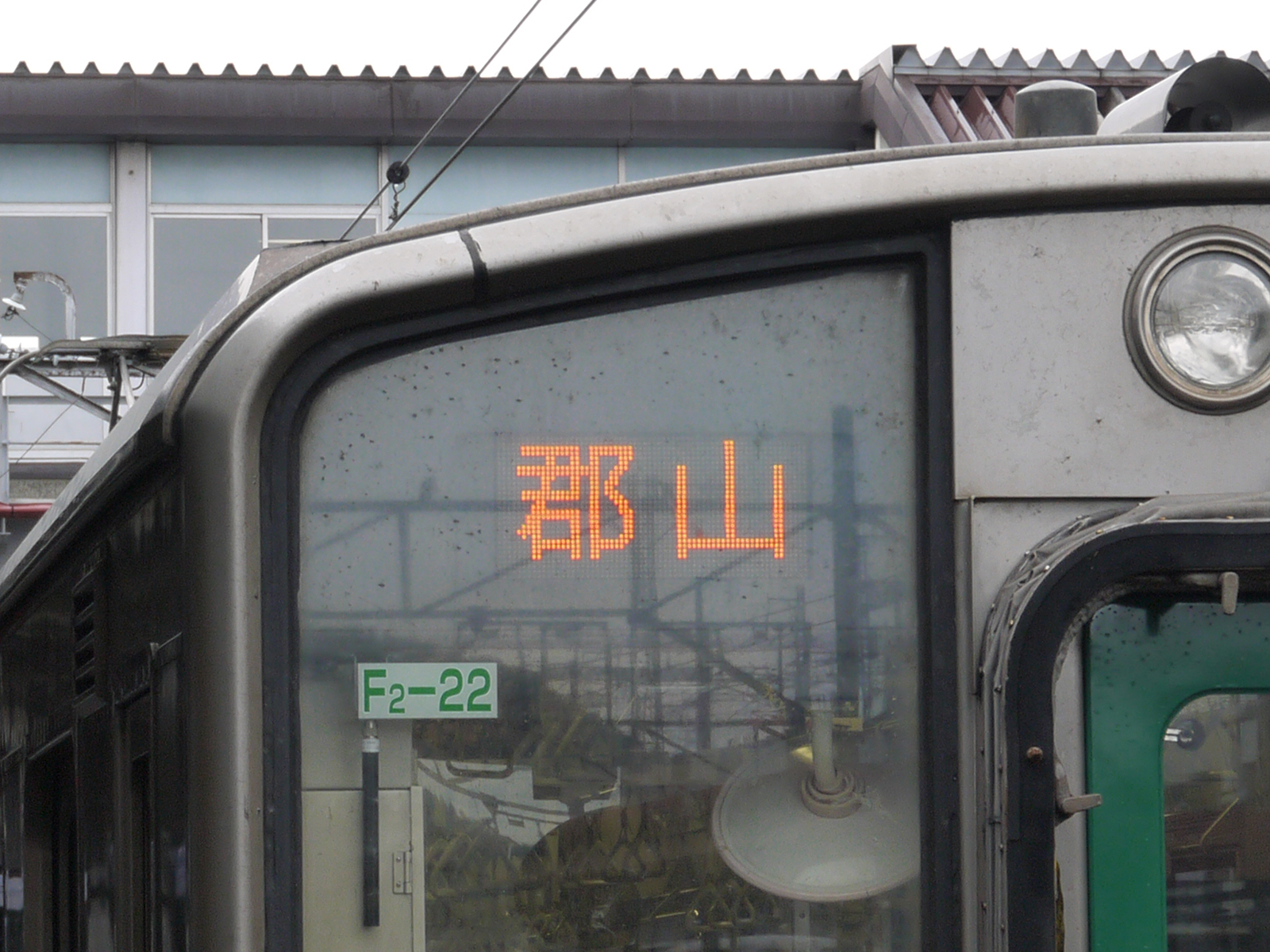
正面方向显示器（LED式）

##### 盛冈地区运用

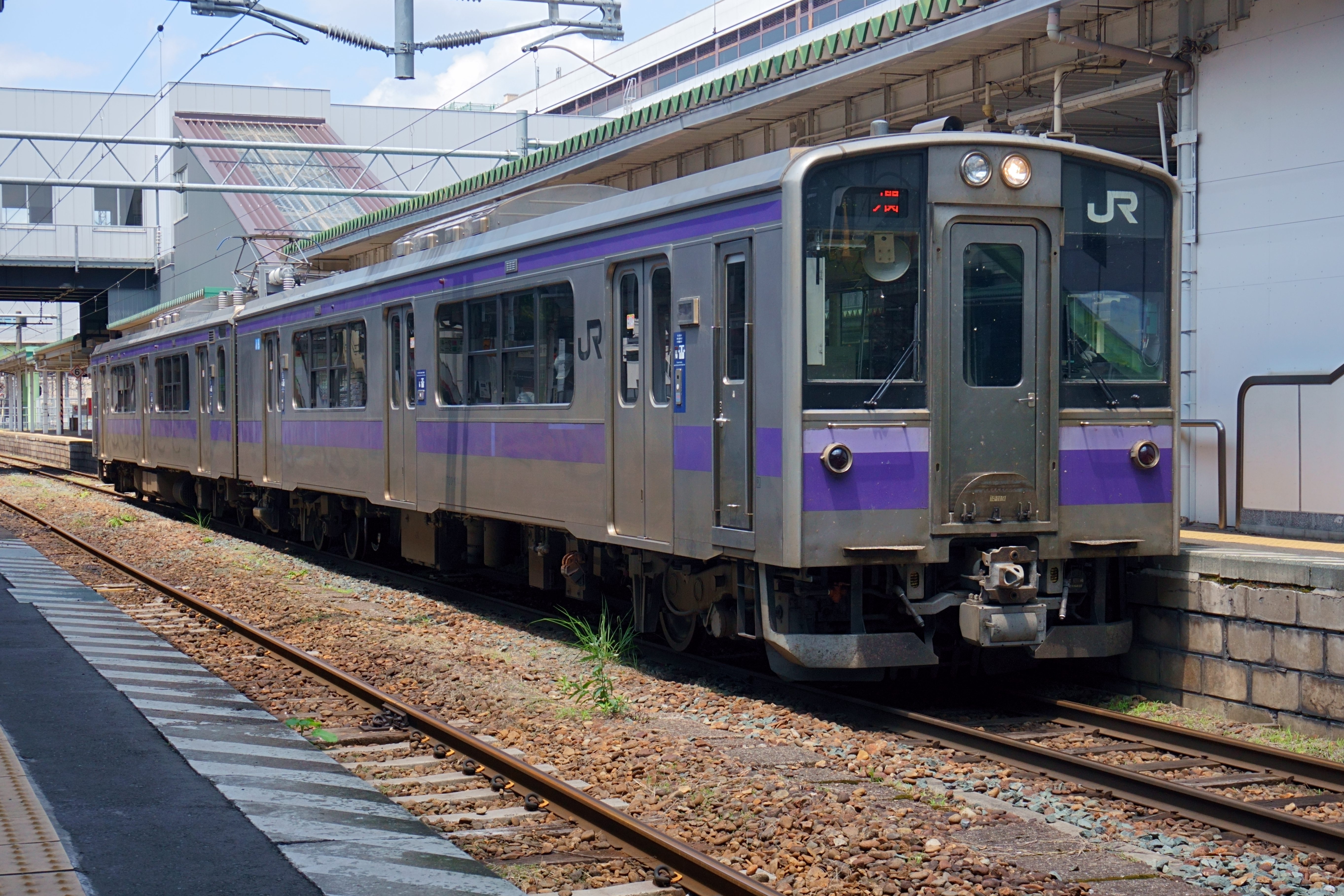
701系盛岡支社所属车辆
（2023年6月 / 盛冈站）

为了更新盛冈、青森地区的车辆，从1994年到1996年间，新配属给盛冈客车区2辆编组16组 (1001 - 1015, 1021)，新配属给青森地区2辆编组12组（1031 - 1042），现在盛冈车辆中心有15组2辆编组列车在籍。
1994年12月3日时刻表调整，新车投入東北本線一之関至盛冈区间运用。1996年3月30日投入東北本線盛冈至青森区间运用。
2002年随着東北新干线延申到八户以及2010年东北新干线全线贯通，与其并行的东北本线交由第三部门铁路管理，相应的部分车辆移交给IGR岩手银河铁道和青森铁道。

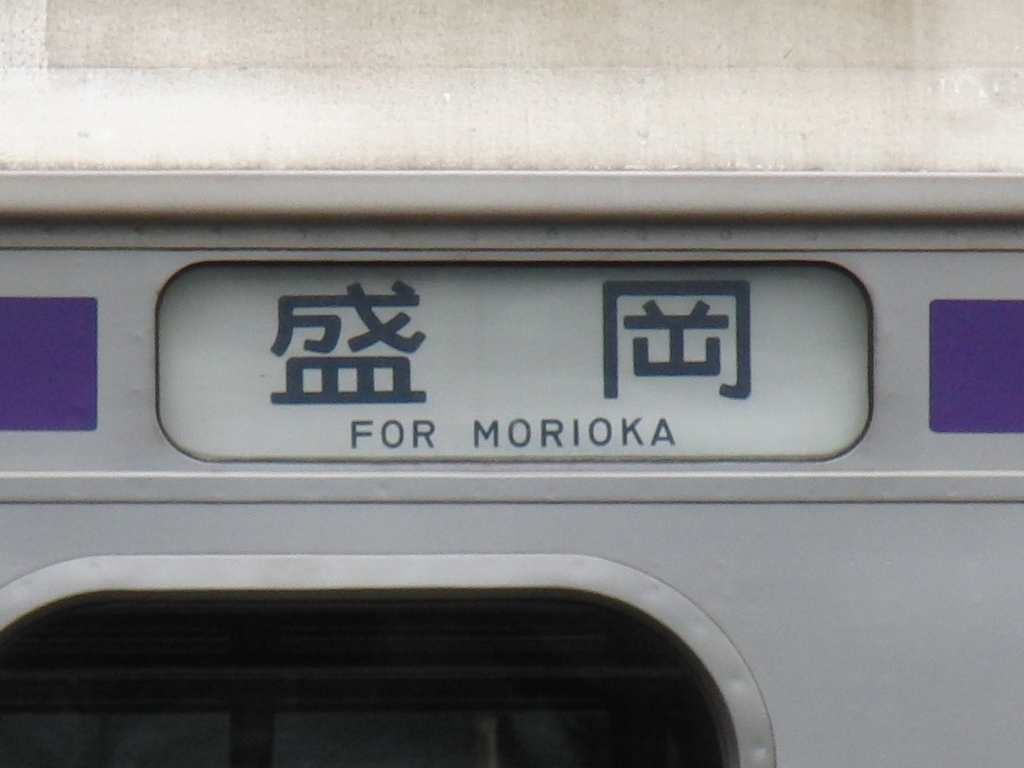
側面方向显示器
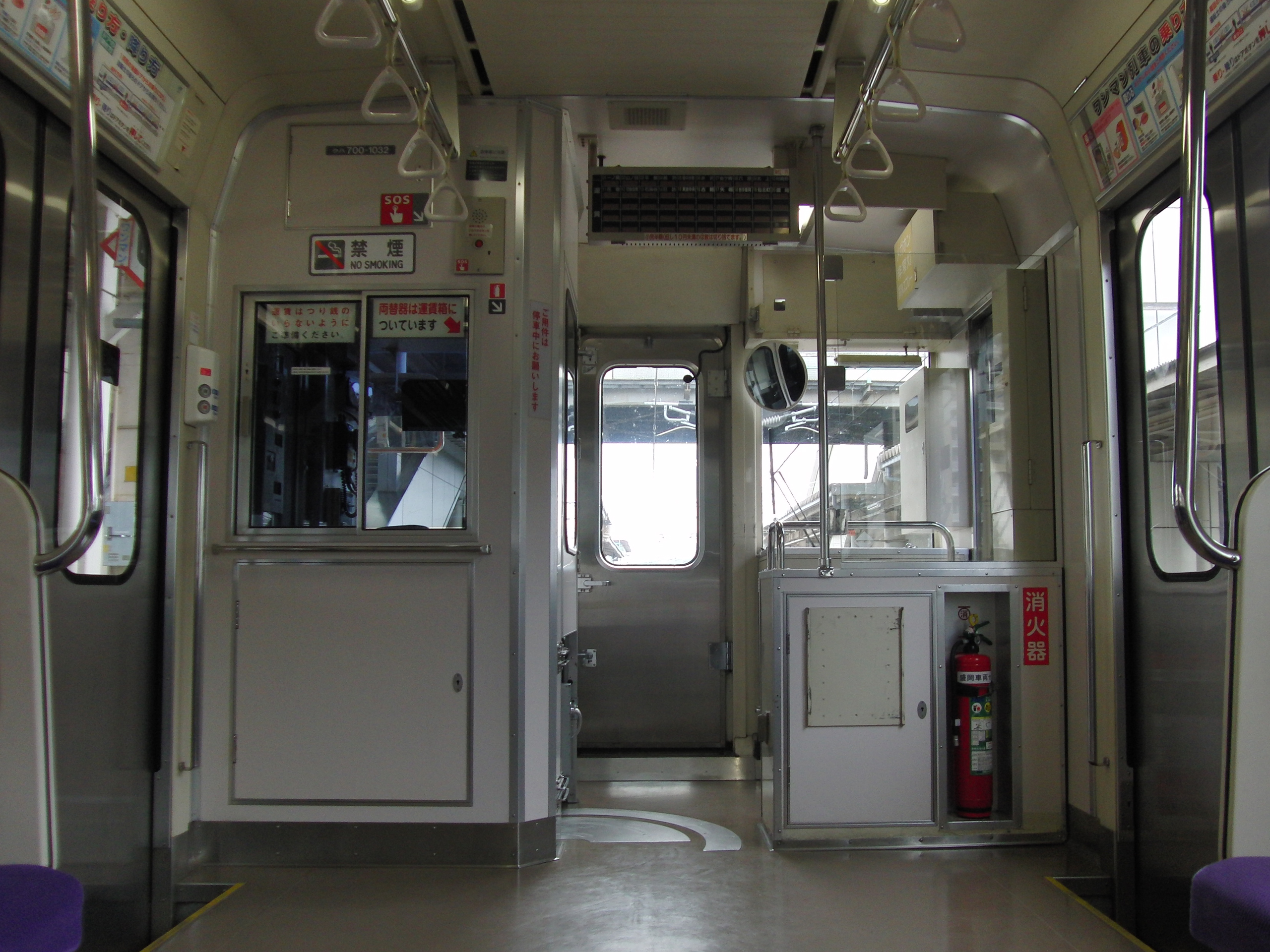
驾驶室
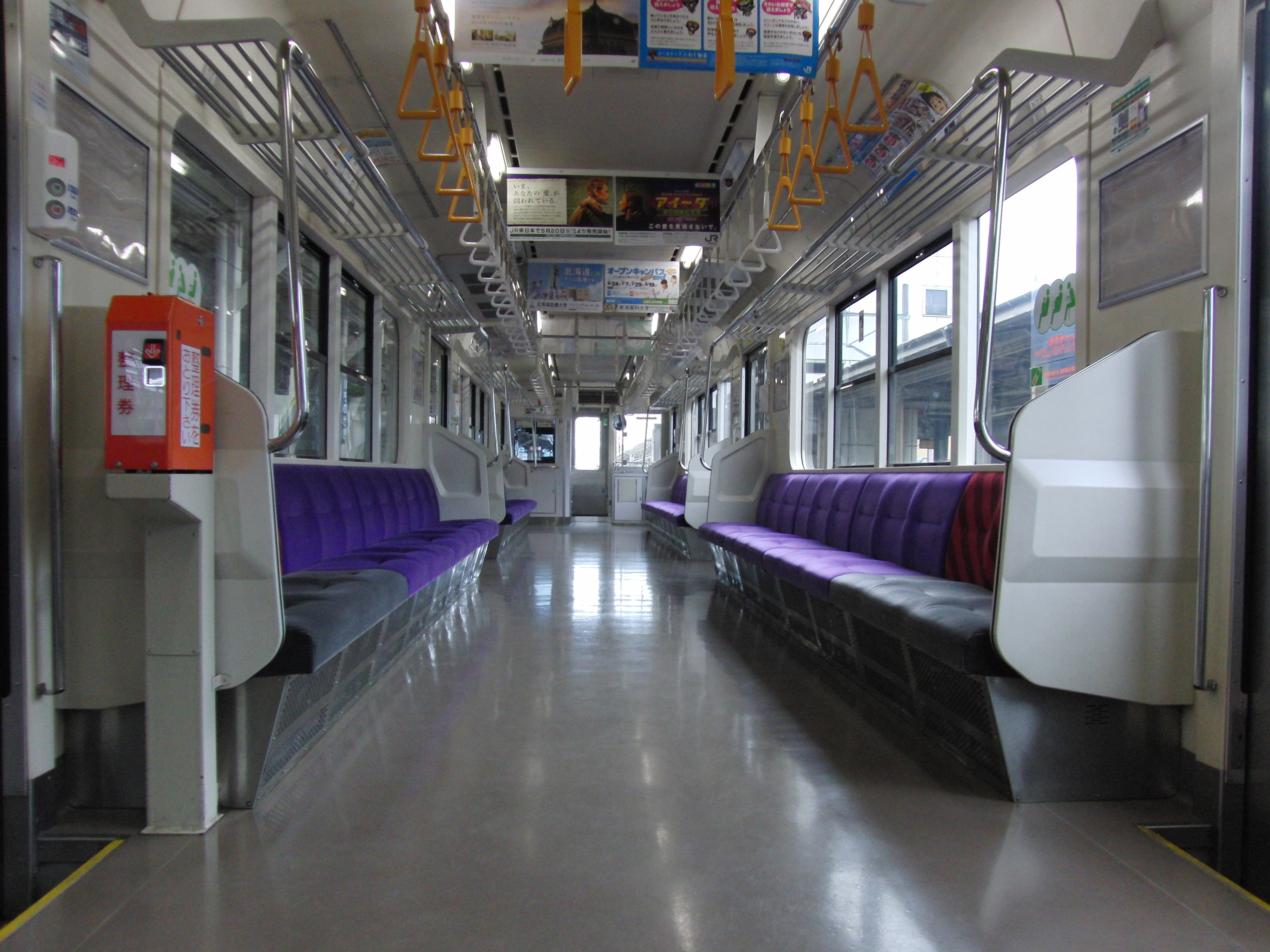
客室
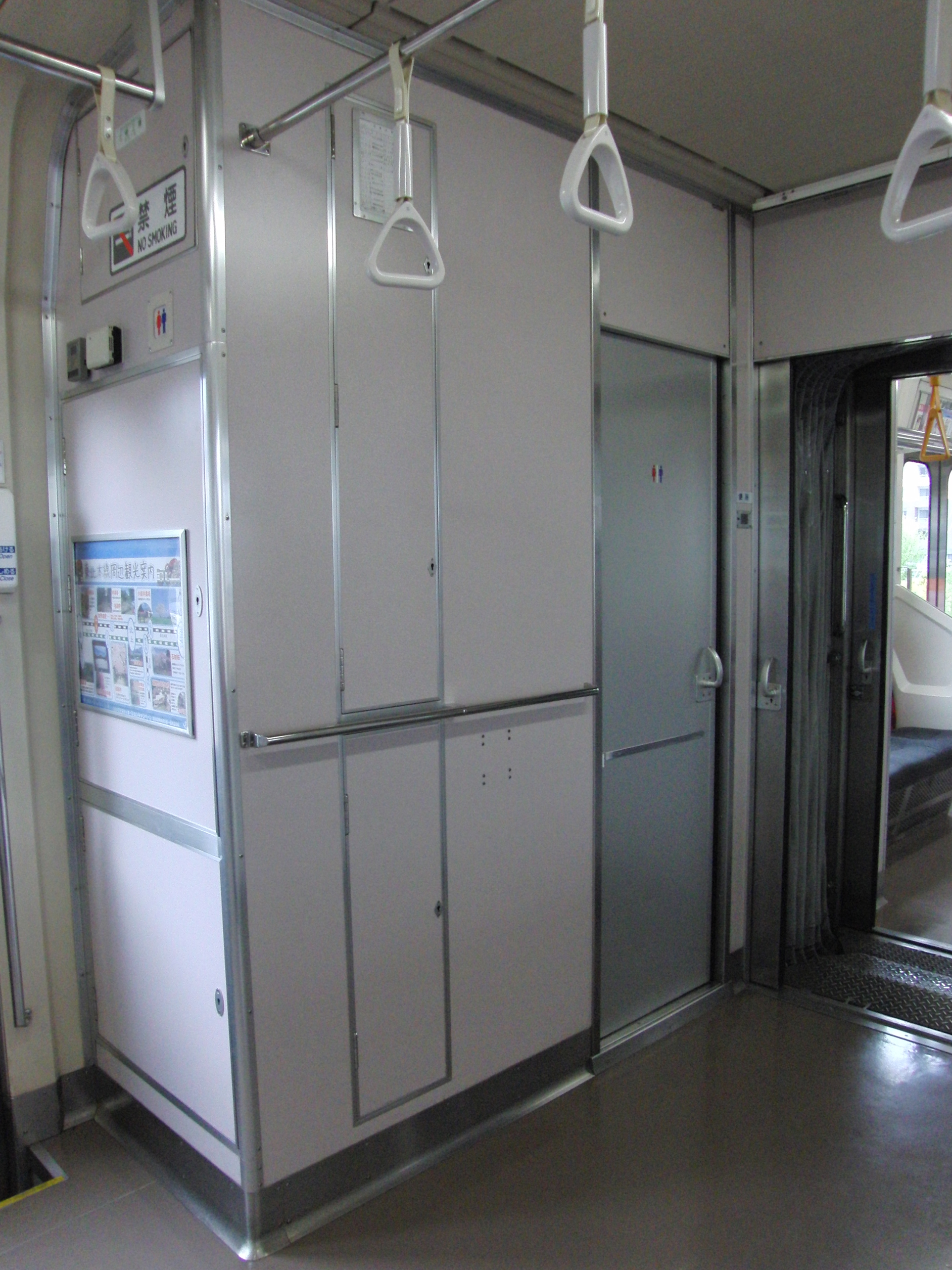
厕所

#### 1500番台（仙台地区用）
1998和2001年在川崎重工土崎工厂生产，作为仙台地区715系1000番台和701系1000番台的增购车型配置。现有18组2节车厢编组（36辆）在籍。
在主变流器中，逆变器部分使用了功率晶体管元件，而变流器部分使用了IGBT 元件。Kumoha701安装了再生制动设备，车顶没有安装制动电阻器。
编号1508的列车原来配属青森运转所得1000番台（编号1033），但是由于青森站漫水事故导致列车下部机电设备进水损坏。车组后期回送至土崎工厂进行了维修，修复后的列车并入1500系列，并于2000年12月14日转配给仙台。
2001年新制造的第二代列车（编号1509-1518）新出厂就配备了ATS-Ps车载信号装置，方向显示器也改造为LED式。
编组表
|          | ←一之关方向--新白河方向→ |               |
| 型号     | ◇ KuMoHa701 (Mc)         | KuHa700 (T'c) |
| 搭載设备 | VVVF, SIV                | CP            |
| 車重 (t) | 35.3                     | 27.9          |

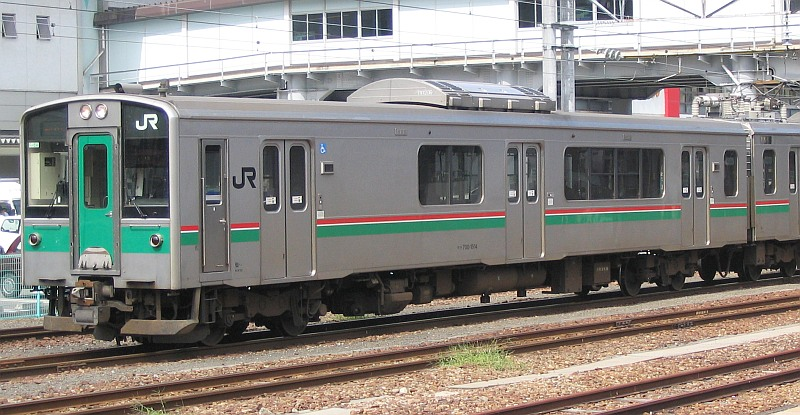
701系1500番台 2次車 （2005年9月 / 福島站）
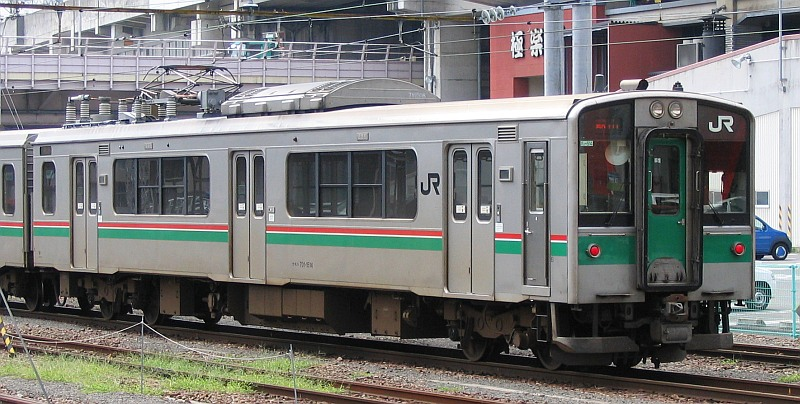
701系1500番台 2次車 （2005年9月 / 福島站）
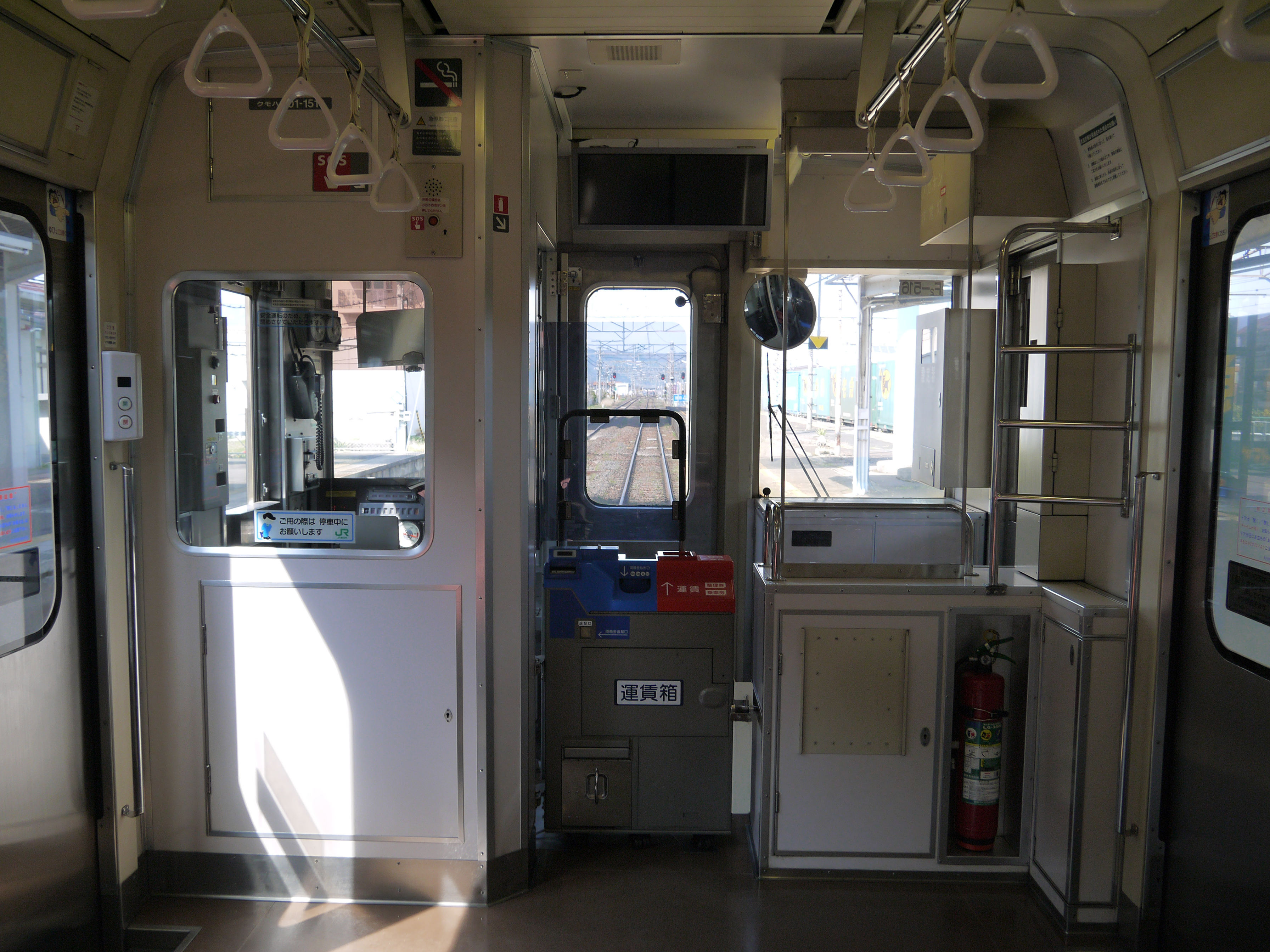
驾驶室（2015年4月）
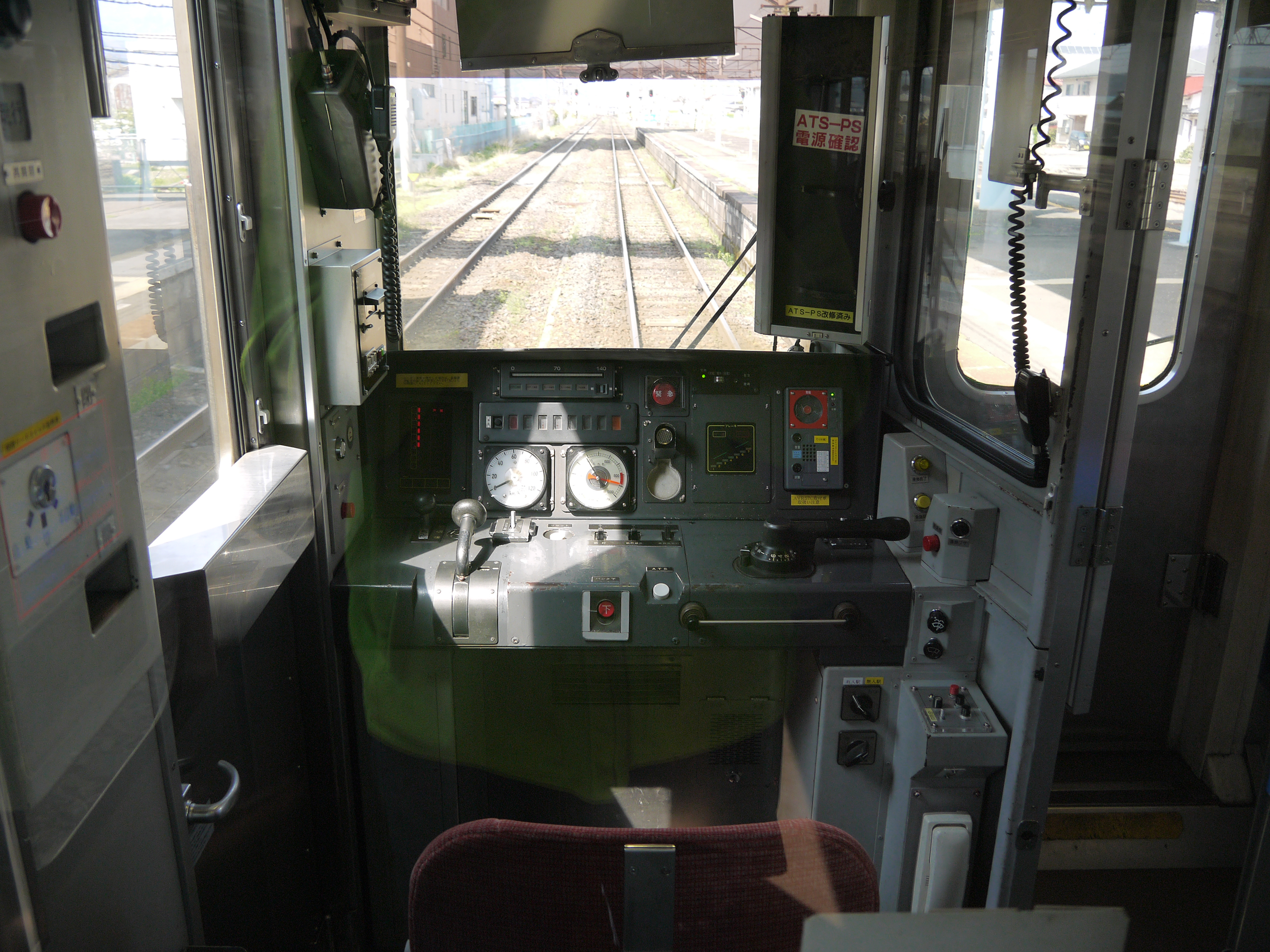
驾驶台（2015年4月）

### 标准轨型

#### 5000番台

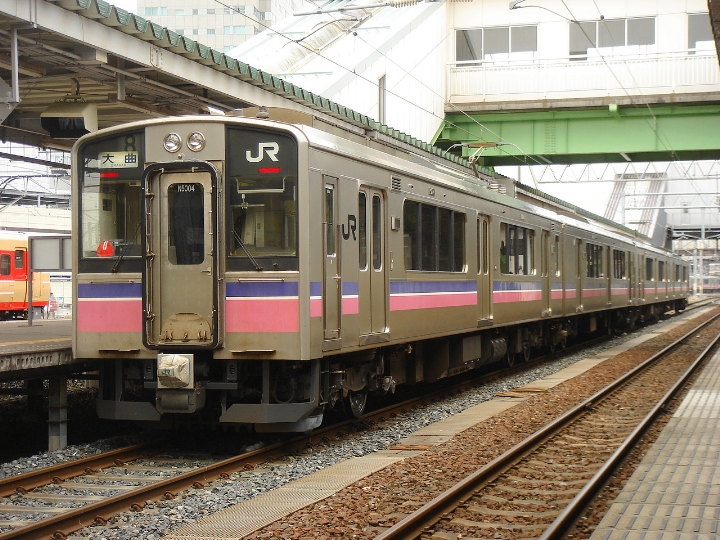
701系5000番台
田泽湖線所属车辆
（2007年3月 / 盛冈站）

以秋田新干线开业以及田泽湖線全线标准轨化为契机，JR东日本在1996年至1997年投入2辆编组10组列车在此区间作为普通列车运用。
与之前型号相比车内布局发生了明显变化，车内交叉布置了四个对坐座椅。在侧面2个车门之间的4扇窗户中，中间的2扇窗户可以手动降下打开。客室车门处没有设置台阶。在秋田新干线开通的同时，JR东日本管辖范围内的所有快速列车和普通列车都禁止吸烟，因此该型列车从出厂就没有安装烟灰缸。
日常维护保养主要在其配属的秋田综合车辆中心南秋田中心进行。当需要高级修和设备更新时，需要安装窄轨转向架有火回送至秋田综合车辆中心（原土崎工厂）。

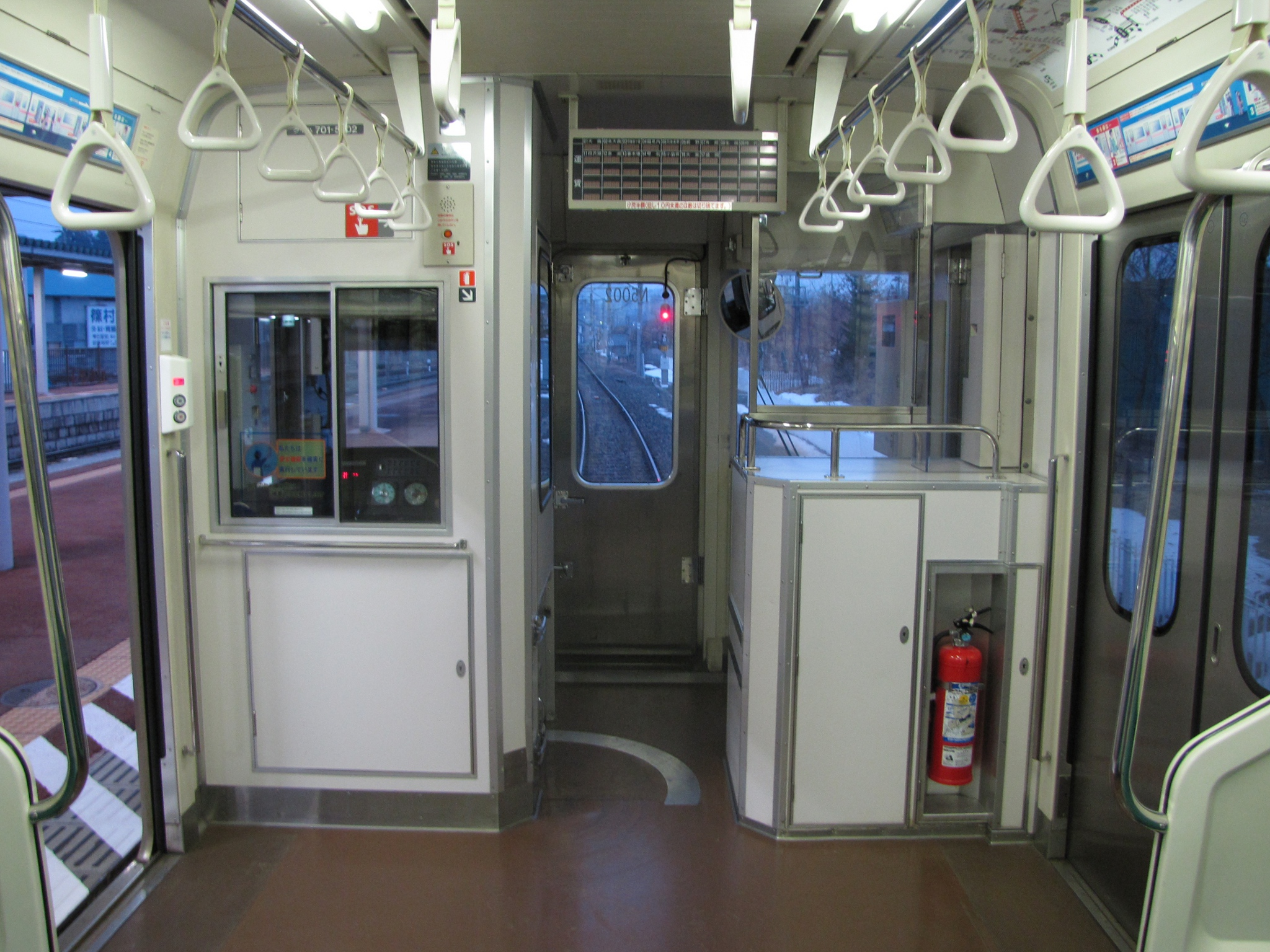
驾驶室
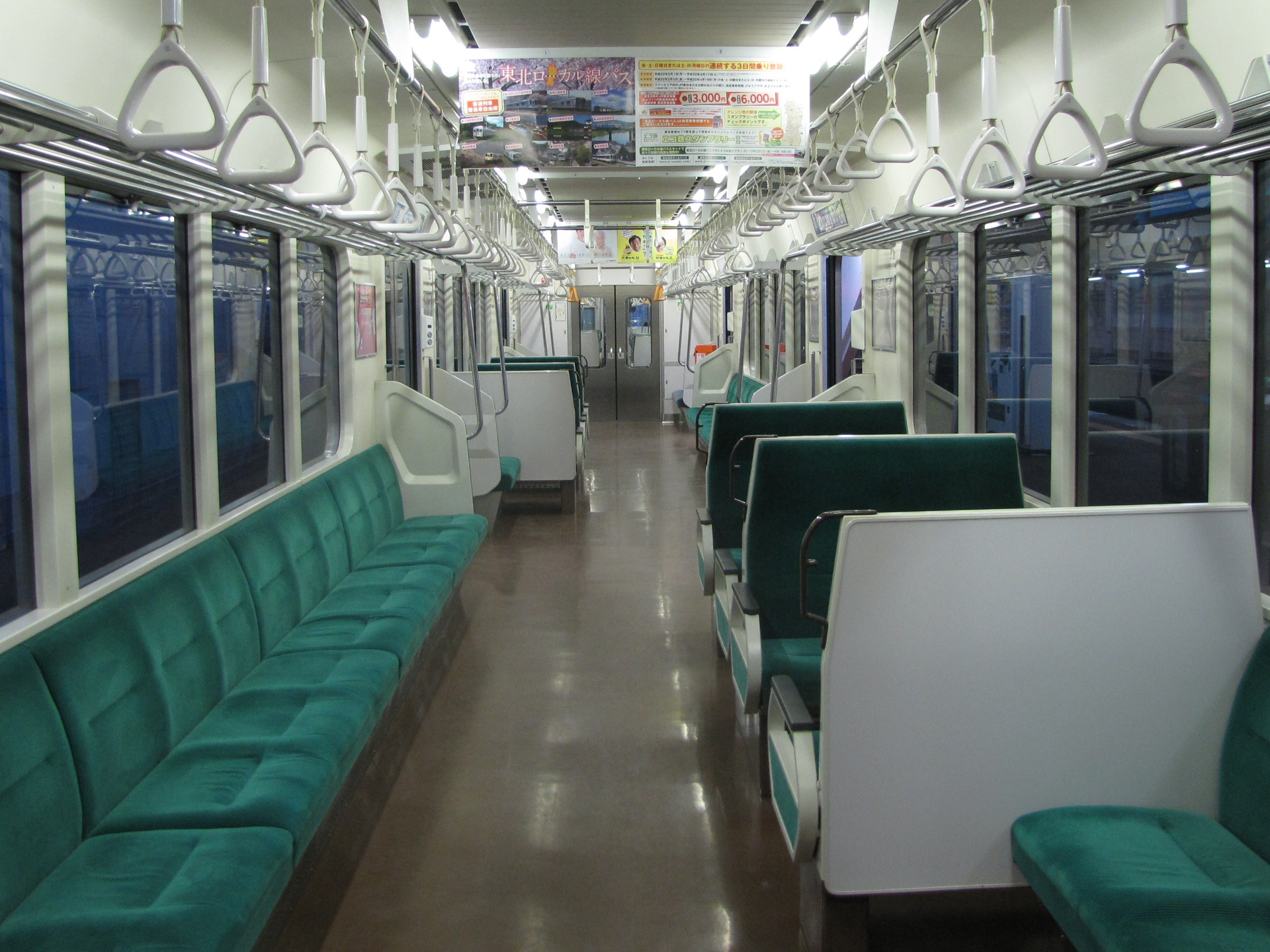
車内
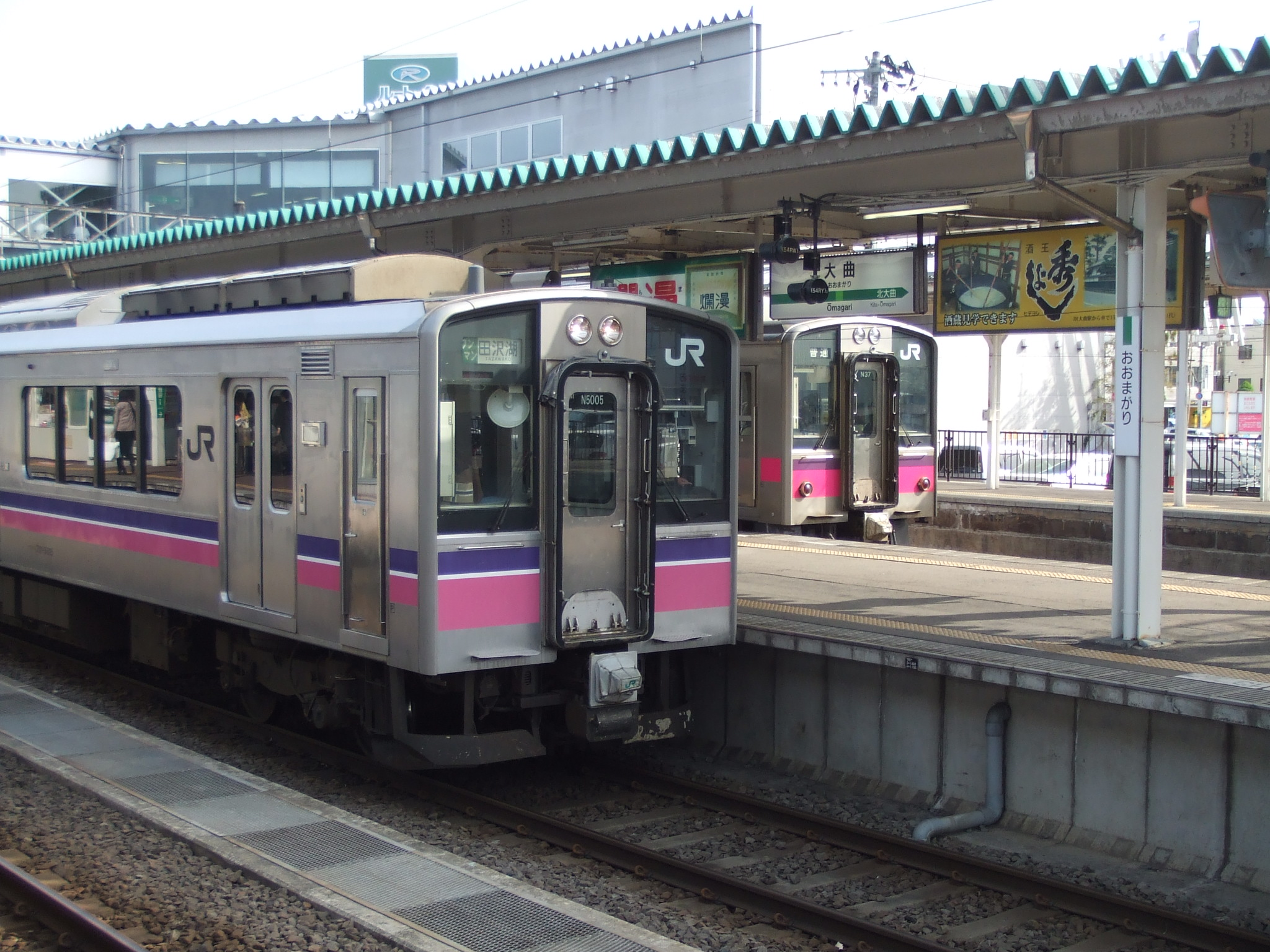
701系5000番台（前）与0番台（后）（2008年5月）

#### 5500番台

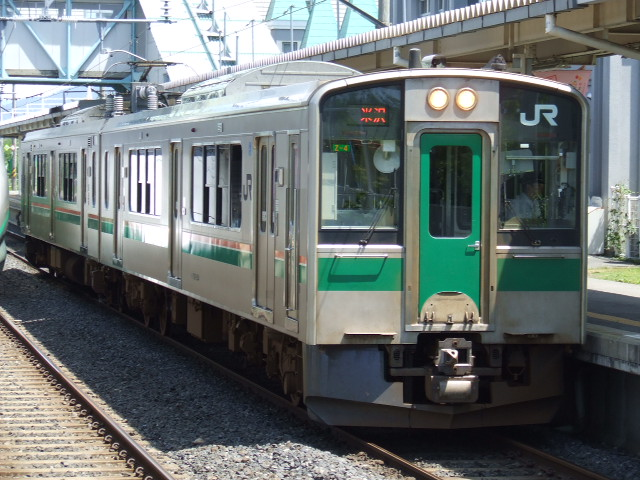
701系5500番台
山形车辆中心所属车辆
（2007年6月 / 高畠站）

1999年，随着山形新干线开业，奥羽本線山形至新庄区间改为标准轨，总计9组（18辆）本型列车投入使用。
座椅布置与仙台地区使用的1500番台一样，客室门处没有台阶。KuHa700型车内装有无障碍卫生间。方向显示器为LED式。为了适应米泽至福岛区间的大坡道，使用了制动装置使用盘型制动器并安装有撒砂装置。所有列车都适配单人运转，但有时除了司机外还会配置车掌乘务。
编组表
|          | ←新庄 方向 福岛 方向→ |               |
| 形式     | ◇ KuMoHa701 (Mc)      | KuHa700 (T'c) |
| 搭載设备 | VVVF, SIV             | CP            |
| 車重 (t) | 35.8                  | 29.3          |

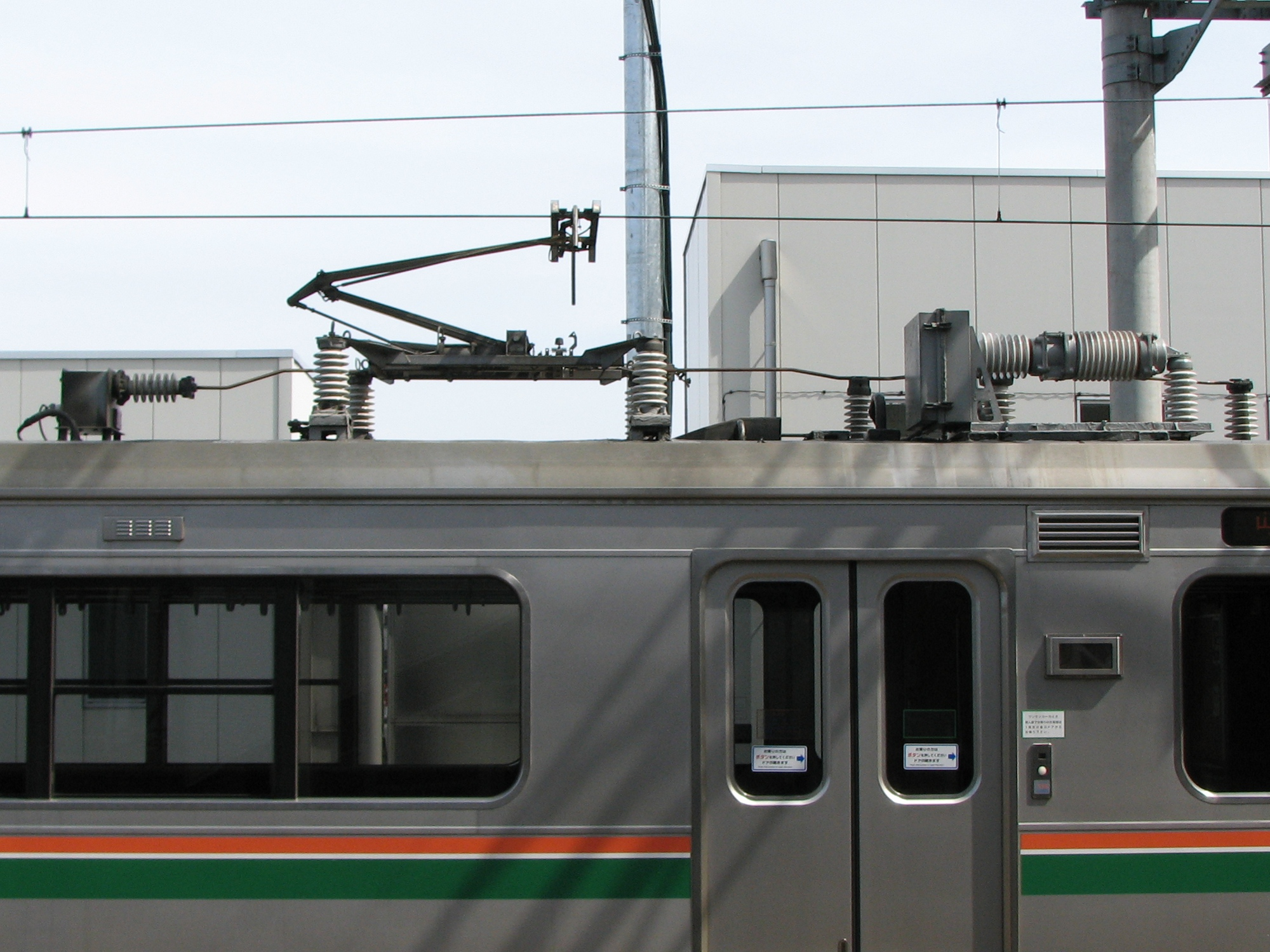
受电弓
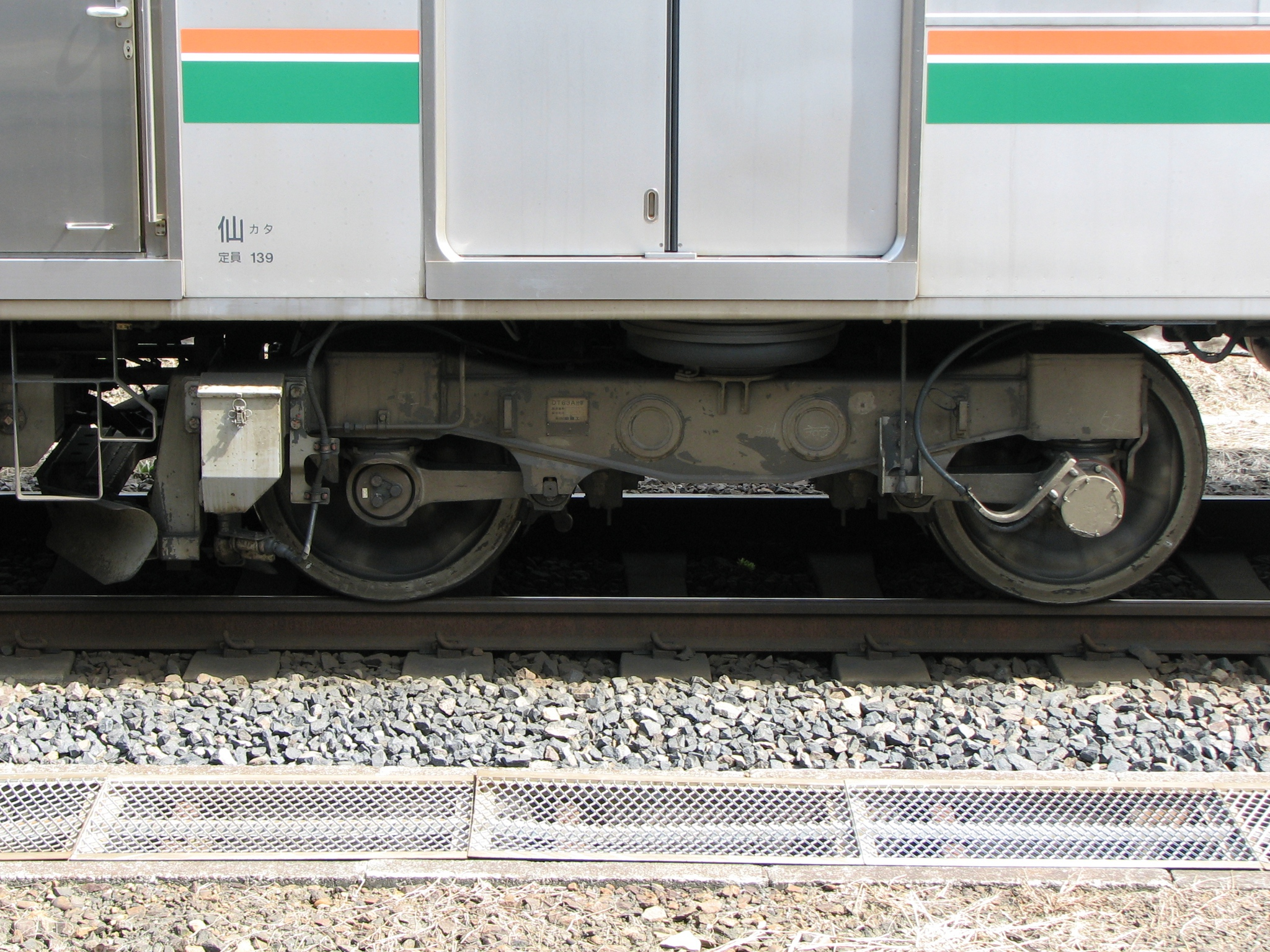
DT63A型转向架

## 第三部門鐵道型号

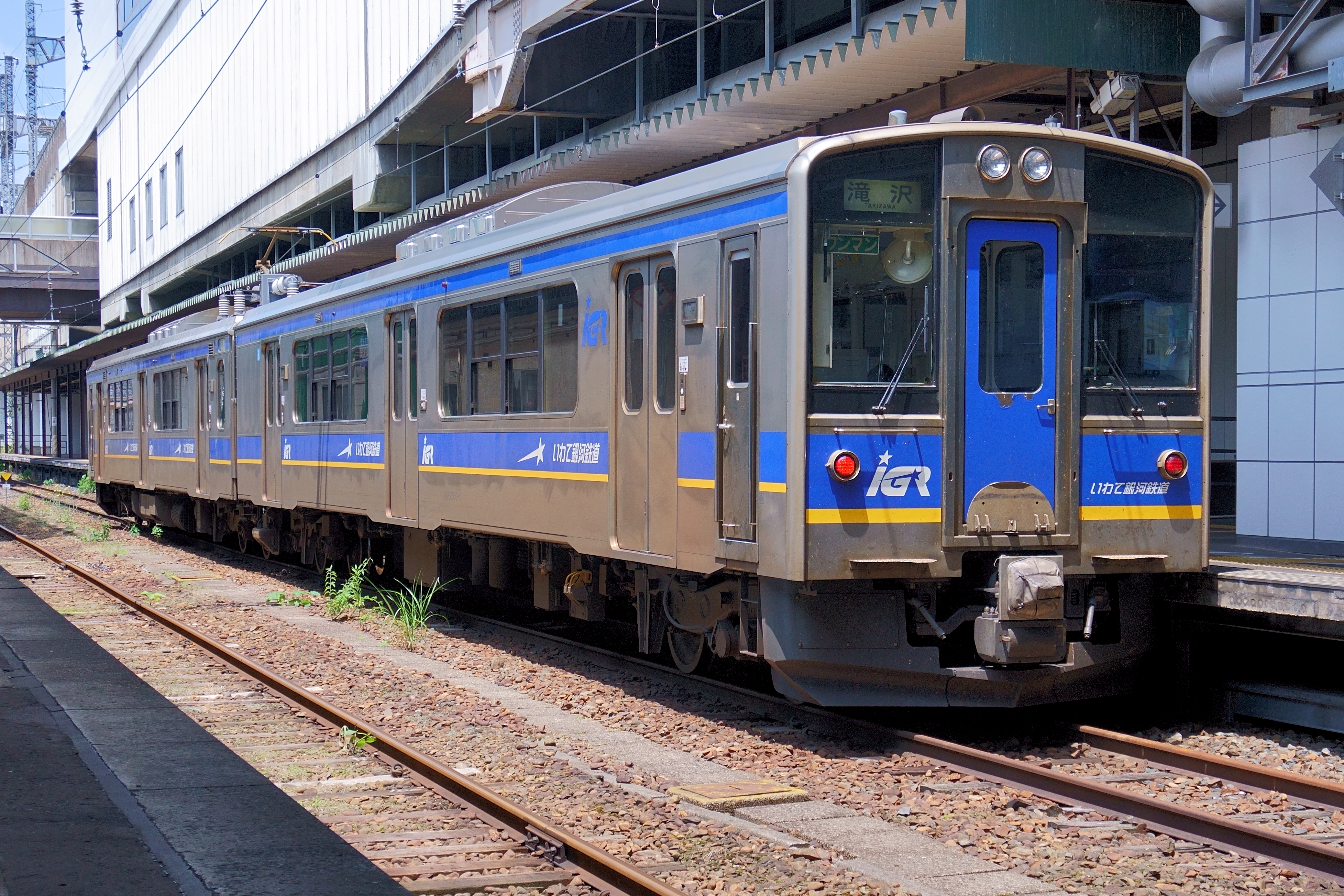
IGR7000系
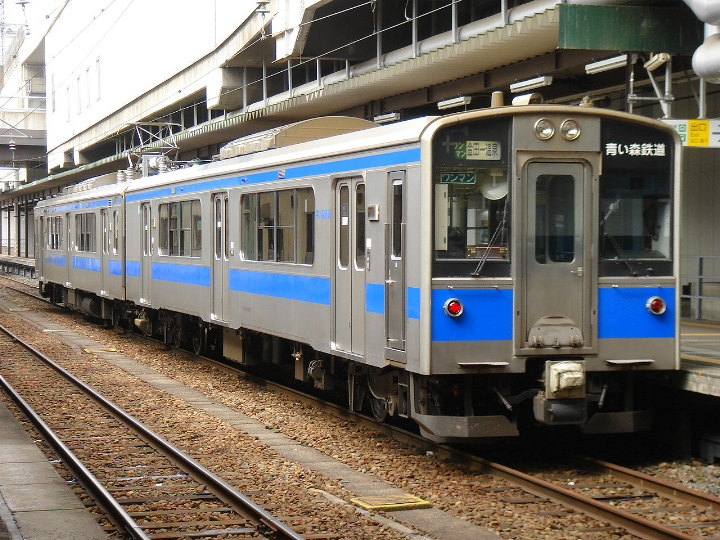
青森701系 (旧涂装)
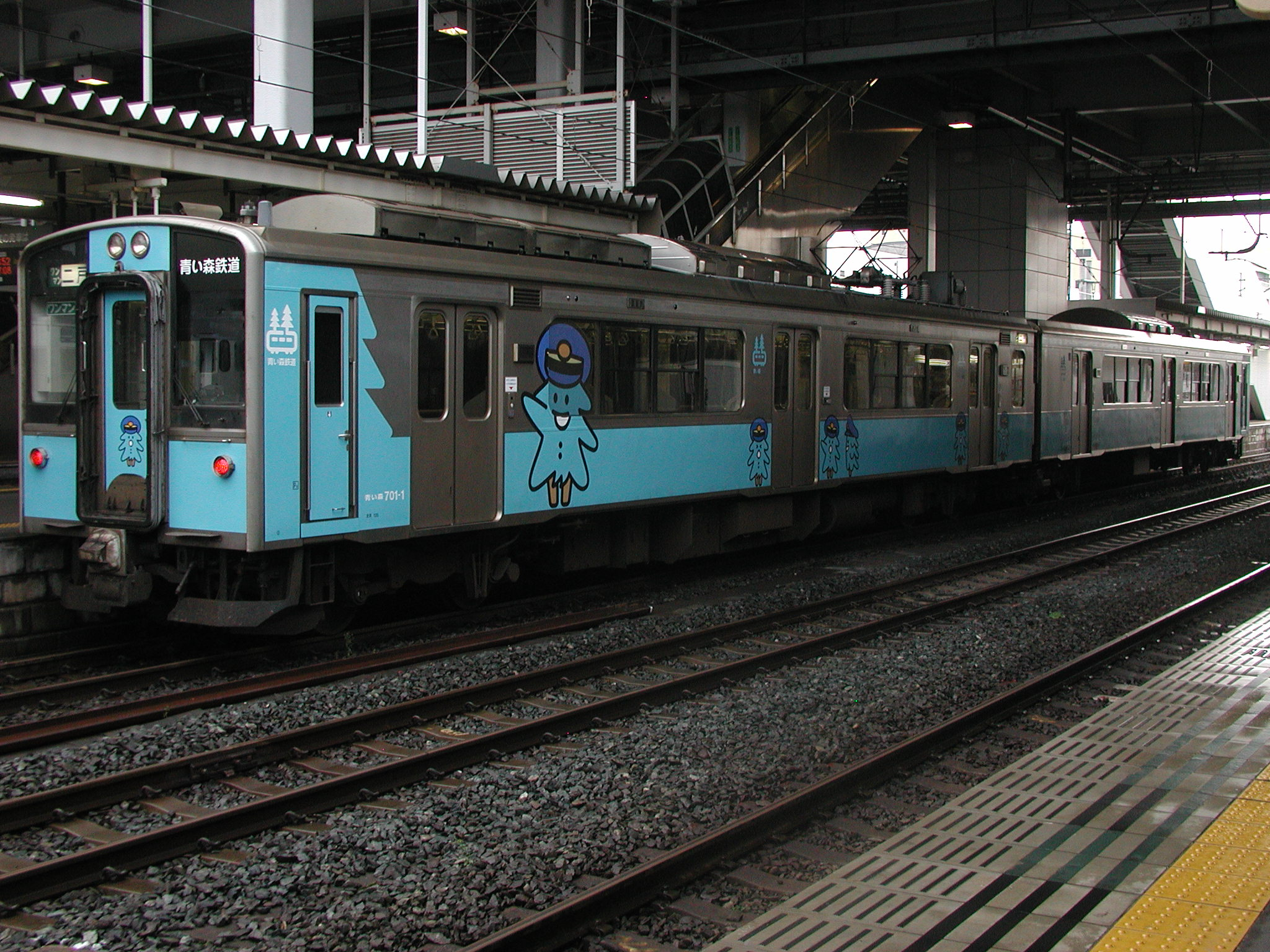
青森701系 (新涂装)

### 青森铁道青森701系
有2辆编成9组，共18辆。其中8组为JR东日本让受 (0番台)，1组为新造车 (100番台)，新造车和1组让受车为2002年東北新干线延申到八户时开始使用，另外7组让受车为2010年东北新干线全通时开始使用，舊設計車輛的車身帶顏色為藍色，新設計車輛的車身帶顏色為天藍色，使用于青森铁道线和岩手银河铁道线。

### IGR岩手银河铁道IGR7000系
有2辆编成7组，共14辆。其中4组为JR东日本让受 (0番台)，3组为新造车 (100番台)，2002年東北新干线延申到八户时开始使用，車身顏色為藍（代表岩手縣的夜空形象）和星光黃（代表星光形象），使用于岩手银河铁道线、青森铁道线目时 - 八户区间和JR东日本东北本线北上 - 盛岡区間。

## 配属与运用
本系列列车在东北地区的众多交流电气化线路区间运用，完全取代了原有机辆模式普通旅客列车。随着该系列的推出，实现了东北地区普通列车空调化，并且提高了旅行速度，甚至实现了单程200多公里的长交路运行。但是另一方面，由于车辆编组缩短以及车内座位排布造成的定员下降，也一定程度上降低了乘坐舒适度，并招致了一些批评。
2021年4月1日车辆配属与运用情况。

### 秋田综合车辆中心南秋田中心
- 0・100番台（N）
  - 羽越本線（鹤冈 - 酒田 - 秋田区间）
  - 奥羽本線（新庄 - 青森区间）
  - 津轻線（青森 - 蟹田区间）

- 5000番台（N5000）
  - 田泽湖線（全線）
    - 平常情况下在奥羽本線的大曲 - 秋田区间只有出入庫的回送列车，并无实际运营列车。不过当开行临时快速花火时，会在此区间担任客运列车任务。

### 盛冈车辆中心
- 1000番台
  - 東北本線（一之关 - 盛冈間）
  - 岩手银河铁道线（盛冈 - 岩手沼宫内間）

### 仙台车辆中心
- 100番台（F2-100）、1000番台（2両：F2-0、4両：F4-0）、1500番台（F2-500）
  - 東北本線（新白河 - 一之关、岩切 - 利府区间）
  - 常磐線（原之町 - 岩沼区间）

### 山形新干线车辆中心
- 5500番台（Z）
  - 奥羽本線（米泽 - 新庄区间）

### 青森车辆中心
- 1000番台
  - 東北本線（八户 - 青森区间）
  - 津轻線（青森 - 蟹田区间）

### IGR岩手銀河鉄道（IGR7000系）
- 0・100番台
  - 岩手银河铁道线（全線）
  - 青森铁道線（目時 - 八户区間）
  - 東北本線（盛冈 - 北上区間）

### 青森鉄道（青森701系）
- 0・100番台
  - 青森鉄道線（全線）
  - 岩手銀河鉄道線（全線）